# Patrimoni de la Humanitat a la Xina
La Xina va ratificar la Convenció per a la Protecció del Patrimoni Mundial Cultural i Natural el 12 de desembre de 1985. Els primers llocs protegits es registraren el 1987.

## Béns culturals i naturals
La Xina té cinquanta-dos declaracions de Patrimoni de la Humanitat per part de la Unesco el 2017, 36 culturals, 12 naturals i 4 mixtes, esdevenint així un dels països amb més béns inscrits en la llista:
| « | Lloc de culte imperial durant dos mil·lennis, aquesta muntanya sagrada alberga obres mestres de l'arquitectura i l'art perfectament harmonitzades amb el seu entorn natural. Símbol de les civilitzacions i creences de l'antiga Xina, la Muntanya Taisha ha estat sempre una font d'inspiració per als artistes i lletrats d'aquest país. (UNESCO/BPI) | » |

| « | Situat a 42 quilòmetres al sud-oest de Pequín, aquest lloc segueix sent objecte d'excavacions arqueològiques i estudis científics. Aquí es van descobrir primer les restes del Sinanthropus pekinensis que va viure al Plistocè mitjà, acompanyats de diversos objectes. Posteriorment, es van trobar restes d'homo sapiens sapiens que es remunten a un període comprès entre els anys 18.000 i 11.000 aC. Aquest lloc aporta un testimoni excepcional no només sobre les societats del continent asiàtic en temps molt remots, sinó també sobre l'evolució de l'ésser humà. (UNESCO / BPI) | » |

| « | En aquest jaciment arqueològic, descobert el 1974, queden sense dubte milers d'estàtues per desenterrar. Aquí hi ha les despulles mortals de Qin -primer unificador de la Xina, mort l'any 210 aC- al centre d'un conjunt monumental que reprodueix el traçat urbanístic de la seva capital, Xianyan. L'emperador està envoltat per un exèrcit de guerrers de terracota que s'han fet cèlebres en món sencer. Aquests personatges, tots ells diferents, i els seus cavalls, carros de combat i armes, són obres mestres del realisme i constitueixen un testimoni històric de valor incalculable. (UNESCO/BPI) | » |

| « | Cap a l'any 220 aC, el primer emperador Qin Shin Huang va ordenar reunir els trams de fortificacions construïdes anteriorment, per tal de crear un sistema de defensa coherent contra les invasions dels pobles del Nord. Els treballs d'edificació de la Gran Muralla van prosseguir fins a la dinastia dels Ming (1368-1644), donant per resultat l'obra d'enginyeria militar més gegantina de tots els temps. El seu gran valor arquitectònic és comparable a la seva importància històrica i estratègica. (UNESCO/BPI) | » |

| « | Les 429 cel·les i santuaris rupestres de Mogao es troben en un antic lloc estratègic de la Ruta de la Seda, que va ser la cruïlla d'un comerç pròsper i el punt d'intersecció de diverses corrents religiosos, culturals i intel·lectuals. Les grutes són famoses per les seves estàtues i pintures murals representatives d'un mil·lenni d'art búdic. (UNESCO/BPI) | » |

| « | Palaus imperials de les dinasties Ming i Qing a Beijing i Shenyang. Seu del poder suprem durant més de cinc segles (1416-1911), la Ciutat Prohibida de Beijing posseeix jardins paisatgístics i uns 10.000 estances amb mobles i obres d'art que constitueixen un testimoni inestimable de la civilització xinesa en temps de les dinasties Ming i Qing. El palau imperial dels Qing a Shenyang està integrat per un conjunt de 114 edificis construïts entre 1625 i 1783. Compta amb una gran biblioteca i és un testimoni important de l'etapa fundacional de l'última dinastia regnant a la Xina, abans que s'estengués el seu domini cap al centre del país i desplacés la seva capital a Beijing. Amb el trasllat de la capital, el lloc de Shenyang es va convertir en una residència annexa del palau imperial de Pequín. La notable arquitectura dels seus edificis aporta un testimoni històric excepcional no només sobre la dinastia dels Qing, sinó també sobre les tradicions culturals dels manxús i altres pobles del nord de la Xina. (UNESCO/BPI) | » |

| « | Huangshan, la més bella muntanya de la Xina, ha estat celebrada per artistes i literats durant gran part de la història del país (per exemple, en l'estil "muntanya i aigua" de l'Shanshui, a mitjan segle xvi). El seu grandiós paisatge de roques i pics granítics que emergeixen d'un mar de núvols segueix exercint avui el mateix poder de fascinació sobre els nombrosos viatgers, poetes, pintors i fotògrafs que van en pelegrinatge a visitar-la. (UNESCO/BPI) | » |

| « | Regió d'interès panoràmic i històric de Huanglong. Situada al nord-est de la província de Sichuan, la regió de Huanglong posseeix un massís muntanyós amb cims cobertes per neus perpètues i la glacera més oriental de la Xina. Als seus bells paisatges muntanyosos venen a afegir-ecosistemes forestals molt variats, formacions càrstiques espectaculars, cascades i fonts d'aigües termals. La regió alberga algunes espècies animals en perill d'extinció, com el panda gegant i el mico daurat de nas xato. (UNESCO/BPI) | » |

| « | La tortuosa Vall de Jiuzhaigou s'estén per una superfície de 72.000 hectàrees al nord de la província de Sichuan. Posseeix ecosistemes forestals molt variats, a causa que les seves vessants arriben de vegades altures superiors 4.800 metres. Els seus superbs paisatges es caracteritzen per la presència de cadenes de cons càrstics estrets i cascades espectaculars. La vall alberga 140 espècies d'ocells i algunes espècies vegetals i animals en perill d'extinció, com el panda gegant i el takin de Sichuan. (UNESCO/BPI) | » |

| « | Aquest lloc de la província de Hunan s'estén per una superfície de més de 26.000 hectàrees. Posseeix més de 3.000 pilars i pics de gres de quars, molts dels quals s'alcen a més de 200 metres d'altura. Els seus nombrosos torrents, barrancs, congosts i grans recessos d'aigua, així com la presència d'unes 40 grutes i dos immensos ponts naturals, imprimeixen al paisatge una bellesa extraordinària. A més, la regió alberga nombroses espècies vegetals i animals en perill d'extinció. (UNESCO/BPI) | » |

| « | Aquesta residència de muntanya, palau d'estiu de la dinastia Qing a la província de Hebei, va ser edificada entre 1703 i 1792. És un vast conjunt d'edificis palatins, administratius i cerimonials, de temples d'arquitectura molt diversa, i de jardins imperials subtilment harmonitzats amb un paisatge de llacs, prats i boscos. A més del seu interès estètic, la residència de muntanya de Chengde constitueix un important testimoni històric sobre l'última etapa del desenvolupament de la societat feudal a la Xina. (UNESCO/BPI) | » |

| « | Els palaus i temples que formen el nucli d'aquest conjunt d'edificis civils i religiosos són un exemple excepcional de les realitzacions arquitectòniques i artístiques de les dinasties Yuan, Ming et Qing. Els vessants de les muntanyes de Wudang (província du Hubei) i les seves valls panoràmics formen el paisatge circumdant del lloc, que posseeix antigues edificacions taoistes del segle VII i va ser estructurat com a conjunt monumental en temps de la dinastia Ming (segles XIV a XVII). Els edificis antics de Wudang són representatius de l'alt grau de perfecció de l'arquitectura i les arts xineses al llarg d'un mil·lenni. (UNESCO/BPI) | » |

| « | El palau del Potala, residència d'hivern del Dalai Lama des del segle vii, és un símbol del budisme tibetà i del paper exercit per aquest en l'administració tradicional del Tibet. El conjunt palatí -que s'alça sobre la Muntanya Vermella, al centre de la vall de Lhasa, a 3.700 metres d'altitud- comprèn el Palau Blanc, el Palau Vermell i els seus edificis annexos. Formen també part del lloc al monestir del Temple de Jokhang, un excepcional complex religiós budista construït també al segle vii, i el Palau de Norbulingka, residència d'estiu del Dalai Lama construïda al segle xviii i obra mestra de l'art tibetà. La bellesa i originalitat de l'arquitectura d'aquests monuments, la seva rica ornamentació i la seva harmonització amb l'admirable paisatge circumdant, venen afegir-se al seu interès històric i religiós. (UNESCO/BPI) | » |

| « | El temple, el cementiri i la casa familiar del gran filòsof, polític i pedagog Confuci (segle VI a V aC) estan situats a Qufu, ciutat de la província de Shandong. Destruït i reconstruït al llarg dels segles, el temple erigit a la seva memòria l'any 478 aC compta avui amb més cent edificis. El cementiri alberga la tomba del filòsof i les restes de més de 100.000 dels seus descendents. La casa primitiva de la família Kong es va convertir amb el córrer del temps en una mansió aristocràtica d'enormes proporcions, de la qual subsisteixen 152 edificacions. Els monuments de Qufu han conservat el seu extraordinari caràcter artístic i històric gràcies a la devoció dels successius emperadors que van exercir el poder a la Xina al llarg de dos mil·lennis. (UNESCO/BPI) | » |

| « | Situat a la província de Jiangxi, el lloc de la Muntanya Lushan és un dels bressols espirituals de la civilització xinesa. Aquí es fusionen amb un paisatge d'impressionant bellesa nombrosos temples budistes i taoistes, així com centres importants del confucianisme on van impartir ensenyament eminents mestres. La bellesa del paisatge va inspirar a un sens fi d'artistes que van elaborar la visió estètica de la naturalesa pròpia de la cultura xinesa. (UNESCO/BPI) | » |

| « | Va ser aquí, al paisatge de la muntanya Emei, a la província de Sichuan, on es va edificar al segle I el primer temple budista de la Xina. La multiplicació posterior de temples va fer d'aquest lloc un dels llocs sagrats més importants del budisme. Amb el pas dels segles es van anar acumulant-hi tresors culturals. El més impressionant és el Gran Buda de Leshan esculpit al segle viii. Aquesta imatge tallada al vessant d'un turó, dominant la confluència de tres rius des dels seus 71 metres d'altura, és la més gran estàtua de Buda del món. La muntanya Emei es distingeix també per la gran diversitat de la seva flora, que abasta des de les plantes típiques de les zones vegetals subtropicals fins als boscos de coníferes subalpines, on es troben arbres de més de 1.000 anys. (UNESCO/BPI) | » |

| « | La ciutat vella de Lijiang, que està perfectament adaptada a la topografia irregular d'un lloc importància comercial i estratègica, ha conservat un paisatge urbà històric de gran qualitat i autenticitat. La seva notable arquitectura integra elements de diverses cultures que es van anar fusionant al llarg dels segles. Lijiang posseeix també un antic sistema d'abastament d'aigua, summament complex i enginyós, que segueix funcionant amb eficàcia. (UNESCO/BPI) | » |

| « | Fundada al segle xiv, Tennis Yao és un exemple excepcionalment Bé conservat de ciutat han tradicional. El seu teixit urbà és summament representatiu de cinc segles d'evolució dels estils arquitectònics i l'urbanisme a la Xina imperial. Construïts a finals del segle xix i principis del XX, les seves imponents edificis de bancs revesteixen un especial interès i recorden que, en aquesta època, Tennis Yao va ser el centre bancari més important del país. (UNESCO/BPI) | » |

| « | L'art paisatgístic clàssic de la Xina, que tracta de recrear paisatges naturals en miniatura, està excepcionalment representat en els nou jardins de la històrica ciutat de Suzhu. Condicionats entre els segles XI i XIX, aquests jardins són obres mestres del paisatgisme universalment reconegudes i el seu meticulós disseny reflecteix la transcendència metafísica que té la bellesa de la natura a la cultura xinesa. (UNESCO/BPI) | » |

| « | Construït en 1750, destruït en la seva major part durant la guerra de 1860 i reconstruït sobre els seus fonaments en 1886, el palau d'estiu de Beijing és una obra mestra de l'art paisatgístic xinès. Els elements creats per l'home -pavellons, palaus, estances, temples i ponts- s'han adaptat perfectament al paisatge natural de turons i estanys. Aquesta adaptació ha donat per resultat la creació d'un conjunt monumental harmoniós i extraordinari en el pla estètic. (UNESCO/BPI) | » |

| « | Fundat en la primera meitat del segle xv, el Temple del Cel és un conjunt majestuós de santuaris edificats entre jardins i envoltats de pinedes centenaris. El seu traçat general i el de cada un dels seus edificis simbolitzen la relació entre cel i terra, essència de la cosmogonia xinesa, i la funció especial exercida pels emperadors en aquesta relació. (UNESCO/BPI) | » |

| « | La regió de la Muntanya Wuyi és l'àrea més important de conservació de la biodiversitat al sud-de la Xina, ja que serveix de refugi a nombroses espècies relictes, moltes de les quals són endèmiques. La serena bellesa de les espectaculars goles del Riu dels Nou Colzes amb els seus nombrosos temples i monestirs -alguns d'ells en ruïnes- va ser l'escenari del naixement del neoconfucianismo. Propagada des d'aquí, aquesta doctrina va exercir una gran influència en les cultures de l'Àsia Oriental a partir del segle xi. Al segle I a.C., la veïna localitat de Chengcun va ser una important capital administrativa de la dinastia Han. El recinte de les seves sòlides muralles hi ha un jaciment arqueològic de gran importància. (UNESCO/BPI) | » |

| « | Les escarpades vessants de la regió muntanyosa de Dazu alberguen un conjunt excepcional d'escultures tallades en la roca, que daten dels segles IX a XIII. Aquestes obres rupestres destaquen pel seu valor estètic, la riquesa dels seus temes religiosos i profans, i també per la llum que llancen sobre la vida quotidiana a la Xina d'aquesta època. A més, són un exponent extraordinari de la síntesi harmoniosa entre el budisme, el taoisme i el confucianisme. (UNESCO/BPI) | » |

| « | Aquest lloc s'ha ampliat amb l'addició de tres tombes de la dinastia Qing a les sepultures dels Ming, ja inscrites a la Llista del Patrimoni Mundial en 2000 i 2003. Les tres tombes imperials de Yongling, Fuling i Zhaoling, situades a la província de Liaoning, van ser construïdes al segle xvii per albergar les despulles mortals dels membres fundadors de la dinastia Qing i els seus avantpassats. La seva construcció es va regir pels preceptes de la geomància tradicional xinesa i la teoria del disseny dels espais vitals (fengshui). Estan magníficament ornades amb estàtues de pedra, baixos relleus i ceràmiques amb motius de dracs, que il·lustren l'auge de l'arquitectura funerària en l'època dels Qing. En les tres tombes, que formen veritables complexos arquitectònics amb les seves múltiples construccions, es barregen els elements tradicionals de les anteriors dinasties regnants a la Xina amb les noves aportacions de la civilització manxú. (UNESCO/BPI) | » |

| « | Les grutes i nínxols de Longmen alberguen el major i més impressionant conjunt d'obres d'art de la dinastia dels Wei del Nord i la dinastia Tang (316-907). Inspirades exclusivament per la religió budista, aquestes obres són una magnífica mostra de l'apogeu de l'art de l'escultura rupestre a la Xina. (UNESCO/BPI) | » |

| « | Les dues aldees tradicionals de Xidi i Hongcun han conservat l'aspecte característic de les poblacions rurals que, majoritàriament, han desaparegut o s'han transformat en l'últim segle. El traçat dels carrers, la seva arquitectura i ornamentació, així com la xarxa general de proveïment d'aigua per a les cases, són relíquies del passat úniques en el seu gènere. (UNESCO/BPI) | » |

| « | La construcció del sistema de regadiu de Dujiangyan va començar al segle iii aC, però encara segueix regulant les aigües del riu Minjiang i distribuint-les per les fèrtils planes de Chengdu. La Muntanya Qingcheng és el bressol del taoisme i posseeix tot un seguit de temples antics que commemoren el naixement d'aquesta doctrina. (UNESCO/BPI) | » |

| « | Aquest lloc es troba prop de la ciutat de Datong, a la província de Shanxi. Els seus 252 grutes, ornades amb 51.000 estàtues, representen una realització excepcional de l'art rupestre búdic a la Xina dels segles V i VI. Les trucades Cinc Grutes, realitzades per Tan Yao amb una rigorosa unitat de traçat i disseny, són una obra mestra clàssica del primer període d'apogeu de l'art budista a la Xina. (UNESCO/BPI) | » |

| « | Situat a la part muntanyosa del nord-oest de la província de Yunnan, aquest lloc està format per vuit grups de zones protegides que es troben dins del Parc Nacional dels Tres Rius Paral·lels. Té una superfície de 1.700.000 hectàrees i abasta trams del curs superior de tres grans rius d'Àsia: el Iang-Tsé, el Mekong i el Salwin, que discorren per goles de fins a 3.000 metres de profunditat i estan flanquejats per pics de més de 6.000 metres d'altura, coronats per neus perpètues. A més, aquest lloc constitueix un epicentre excepcional de la biodiversitat a la Xina i és una de les regions temperades del món amb més diversitat biològica. (UNESCO/BPI) | » |

| « | Aquest lloc comprèn els vestigis arqueològics de tres ciutats -Muntanya Wunu, Guonei i Muntanya Wandu- i de 40 tombes, en les quals van ser enterrats 14 sobirans i 26 nobles. Tots aquests vestigis pertanyen a la cultura Koguryo, que rep el seu nom de la dinastia que va regnar des de 277 a.C. fins 668 d.C. en una part del nord de la Xina i en la meitat septentrional de la Península de Corea. Les excavacions de la ciutat de la Muntanya Wunu només s'han efectuat en part. La ciutat de Guonei, les restes es troben en el perímetre de la moderna ciutat de Ji "™ an, va exercir la funció de capital secundària, després que els Koguryo desplacessin el seu capital principal a Pyongyang. Una altra de les capitals del regne dels Koguryo, la ciutat de la Muntanya Wandu, posseeix nombrosos vestigis, entre els quals figuren un vast palau i 37 tombes. Alguns d'aquests mausoleus posseeixen sostres molt perfeccionades que es van concebre per cobrir espais amplis sense necessitat de recórrer a columnes, i també per suportar l'enorme pes de la pedra o del monticle de terra (túmul) que es posaven a sobre. (UNESCO/BPI) | » |

| « | Macao, pròsper port mercantil de gran importància estratègica en el comerç internacional, va ser administrat pels portuguesos des de mitjans del segle xvi fins a 1999, any en què la Xina va recobrar la seva sobirania territorial. El carrer principal del centre històric de Macau i els edificis residencials, civils i religiosos d'estil portuguès i xinès són un testimoni excepcional de la trobada entre les tendències estètiques, culturals, arquitectòniques i tecnològiques d'Orient i Occident. El lloc comprèn també una fortalesa i el far més antic de tota la Xina. El lloc conserva testimonis d'un dels trobades més antics i perdurables entre la Xina i Occident, propiciat pel dinàmic florida del comerç internacional. (UNESCO/BPI) | » |

| « | Els santuaris del panda gegant de Sichuan alberguen més del 30% de la població mundial de pandes gegants, una espècie en perill d'extinció. S'estenen per superfície de 924.500 hectàrees i comprenen set reserves naturals i nou parcs paisatgístics, situats a les cadenes muntanyenques de Qionglai i Jiajin. Constitueixen la major zona contigua d'hàbitat d'aquesta espècie, que és una relíquia de la fauna Paleotropical de l'Era Terciària. Així mateix, són el viver més important de pandes gegants per crear poblacions en captivitat d'aquesta espècie amenaçada. Els santuaris alberguen també algunes espècies en perill de desaparició a nivell mundial, com el panda nan, la pantera de les neus i la pantera nebulosa. Pel que fa a la flora, aquesta regió és un dels llocs de major riquesa botànica del món, si s'exceptuen els boscos tropicals plujosos, ja que el nombre de les seves espècies vegetals oscil·la entre 5.000 i 6.000, pertanyents a més de 1.000 gèneres. (UNESCO/BPI) | » |

| « | El jaciment arqueològic de Yin Xu, situat a prop de la ciutat de Anyang, a uns 500 km al sud de Beijing, conté els vestigis d'una antiga capital de les acaballes de la dinastia dels Shang (1300-1046 aC). Yin Xu és un testimoni d'apogeu assolit per la cultura, l'artesania i les ciències de la Xina antiga en un període de gran prosperitat de l'Edat del Bronze. Durant les excavacions s'han desenterrat algunes tombes i palaus prototípics de l'arquitectura xinesa d'èpoques posteriors. El lloc comprèn el Palau i l'àrea dels temples ancestrals reals, en els quals s'han trobat més de 80 fonaments d'edificis i la Tomba de Fu Hao, que és l'única sepultura trobada intacta, fins ara, d'un membre de la família d'un dels monarques de la dinastia Shang. L'abundància i la magnífica factura dels objectes funeraris trobats testifiquen el grau d'avançament assolit per la indústria artesanal en l'època dels Shang. Les inscripcions que figuren en les restes òssies trobades a Yin Xu, utilitzats per als oracles, aporten un inestimable testimoni sobre un dels sistemes d'escriptura més antics del món, així com sobre les creences i sistemes socials de l'època. (UNESCO/BPI) | » |

| « | Les "diaolou" són cases fortificades de diversos pisos construïdes en els llogarets de la regió de Kaiping. Constitueixen un exemple de fusió complexa i brillant de les formes estructurals i decoratives de la Xina amb les d'Occident. Són un exponent de l'important paper exercit pels emigrats de Kaiping en el desenvolupament de diversos països de l'Àsia Meridional, Australàsia i Amèrica del Nord a finals del segle xix i principis del xx. Hi ha quatre conjunts de "diaolou" i en la Llista del Patrimoni Mundial s'han inscrit les vint més representatives. Els edificis són de tres classes: torres comunals, construïdes conjuntament per diverses famílies i utilitzades com refugis temporals; torres residencials, construïdes per famílies benestants i utilitzades com a habitatges fortificades; i torres sentinelles. Construïdes amb pedra, tova, maó o formigó, aquestes construccions són fruit d'una fusió complexa de l'estil arquitectònic xinès amb l'occidental. Les "diaolou", que s'harmonitzen perfectament amb el paisatge circumdant, són un testimoni de l'florent període final d'una tradició arquitectònica local sorgida en l'època dels Ming com a reacció al bandolerisme regnant a la regió. (UNESCO/BPI) | » |

| « | La regió càrstica de la Xina Meridional ocupa una superfície de 500.000 km2 i s'estén principalment per les províncies de Yunnan, Guizhu i Guangxi. Constitueix un dels exemples més espectaculars de paisatges càrstics en condicions climàtiques d'humitat tropical i subtropical. Els "boscos de pedra" de Shilin es consideren un fenomen natural extraordinari i una referència geològica mundial. La seva varietat de formacions en pinacle és superior a la de qualsevol altre paisatge càrstic i també és més gran la seva diversitat de formes i colors. Les formacions càrstiques de Libo, en forma de cons i torres, també es consideren una referència mundial en la matèria i ofereixen un paisatge de gran bellesa, únic en el seu gènere. El karst de Wulong s'ha inscrit el la Llista del Patrimoni Mundial per les seves dolines gegants, els seus ponts naturals i les seves grutes. (UNESCO/BPI) | » |

| « | El lloc comprèn 46 cases de terra construïdes entre els segles XII i XX al llarg d'un eix de 120 km, en les terres de l'interior de l'estret de Taiwan, al sud-oest de la província de Fujian. Edificades enmig d'arrossars i plantacions de tabac i te, aquestes cases de terra de diverses plantes, anomenades tulou, podien albergar fins a 800 persones. La seva construcció, amb finalitats defensives, es va fer d'acord amb un traçat circular o quadrat al voltant d'un pati central amb una sola entrada i amb molt poques obertures a la façana exterior. Servien d'habitatge a la totalitat dels membres d'un mateix i constituïen pobles sencers, que solien dir-se "petits regnes familiars" o "petites ciutats pròsperes". Són característics els seus alts murs de tova rematats per teulades de grans ràfecs. Les construccions més elaborades daten dels segles xvii i XVIII. Les edificacions es repartien verticalment entre diverses famílies, que disposaven cadascuna de dues o tres habitacions per planta. L'interior de cada tulou, a diferència del seu austera façana, estava dissenyat per fer confortable la vida dels seus habitants i sovint posseïa riques ornamentacions. Aquests edificis s'inscriuen en la Llista del Patrimoni Mundial per l'excepcionalitat de les seves dimensions, les seves tècniques tradicionals de construcció i les funcions. Constitueixen un exemple únic d'assentaments humans basats en una vida comunitària i una organització defensiva, en harmonia amb el medi ambient circumdant. (UNESCO/BPI) | » |

| « | Aquest lloc s'estén per una superfície de 22.950 hectàrees i es troba a l'extrem occidental del massís muntanyenc de Huaiyu, al nord-est de la província de Jiangxi, situada a la part oriental del centre de la Xina. S'ha inscrit el la Llista del Patrimoni Mundial per l'excepcional qualitat estètica del seu paisatge, en el qual destaquen 48 pics i 89 pilars granítics, molts dels quals s'assemblen a siluetes d'éssers humans i animals. La bellesa natural de la muntanya Sanqingshan, que culmina a 1.817 metres d'altura, es veu realçada per aquestes formacions granítiques, la vegetació i unes condicions meteorològiques particulars, que creen un paisatge fascinant i perpètuament canviant, amb núvols aureoladas de llum brillant i arcs de Sant Martí lunars. Sotmès a les influències del clima marí i els monsons subtropicals, aquest lloc és un illot boscós temperat que s'alça enmig del paisatge pintoresc. El parc comprèn també boscos, llacs, brolladors i cascades que arriben de vegades els 60 metres d'altura. (UNESCO/BPI) | » |

| « | La Muntanya Wutai és una cim sagrat del budisme amb cinc altiplans planes. El paisatge cultural inscrit en la llista comprèn 53 monestirs, així com la gran sala del Temple de Foguang orientada a l'est, que és l'edifici de fusta més important dels subsistents de l'època la dinastia dels Tang. Aquest edifici posseeix escultures d'argila de mida natural. El paisatge cultural abasta també el temple de Shuxiang que data de la dinastia dels Ming i compta amb un gran conjunt de 500 figures escultòriques "suspeses" que representen escenes budistes teixides en imatges tridimensionals de muntanyes i aigua. En el seu conjunt, els edificis d'aquest lloc constitueixen un veritable catàleg del desenvolupament de l'arquitectura budista i de la seva influència en la construcció d'edificis palatins a la Xina al llarg de més d'un mil·lenni. La Muntanya Wutai, que en xinès significa literalment "la muntanya de les cinc terrasses", és el cim més alt del nord de la Xina. La seva morfologia és notable i es caracteritza per les seves vessants tallades a pic i els seus cinc cims de forma arrodonida i sense arbres. La construcció de temples en aquest lloc es va estendre des del segle I fins a principis del segle xx. (UNESCO/BPI) | » |

| « | Danxia ("núvols rosats"), és el nom donat a la Xina als paisatges desenvolupats en capes sedimentàries terrígenas vermelles continentals influïdes per forces endògenes (com l'elevació) i forces exògenes (com el desgast i l'erosió). El lloc inscrit comprèn sis àrees situades a la zona subtropical del sud-oest de la Xina. Es caracteritza per les seves espectaculars farallons vermells i per tota una gamma de relleus esculpits per l'erosió, en particular espectaculars pilars naturals, barrancs, valls i cascades. La duresa del paisatge ha contribuït a la conservació de boscos subtropicals sempervirentes planifolis que alberguen nombroses espècies de flora i fauna, 400 d'elles considerades rares o amenaçades. (UNESCO/BPI) | » |

| « | A la província de Henan, prop de la ciutat de Dengfeng, s'alça a 1.500 metres d'altura la Muntanya Songshang, considerat el més sagrat de la Xina. Als seus peus s'estenen, disseminats en una superfície de 40 km quadrats, vuit conjunts d'edificacions que comprenen: les tres portes Que Han, vestigis dels edificis religiosos més antics de l'Estat xinès; diversos temples; la plataforma del rellotge de sol de Zhougong; i l'observatori de Dengfeng. Aquestes edificacions, construïdes al llarg de nou dinasties, expressen de diferents maneres la percepció del centre del cel i de la terra, així com el poder de la muntanya quant centre de devoció religiosa. Els monuments històrics de Dengfeng constitueixen alguns dels millors exemples d'edificis antics dedicats a activitats de caràcter ritual, científic, tecnològic i educatiu. (UNESCO/BPI) | » |

| « | El Llac de l'Oest de Hangzhou, que comprèn tant el llac com els turons que envolten les seves riberes, ha inspirat a famosos poetes, pensadors i artistes des del segle ix. Alberga nombrosos temples, pagodes, pavellons, jardins, arbres ornamentals, així com un pas elevat i illes artificials. Aquests elements han millorat el paisatge a l'oest de la ciutat de Hangzhou cap al sud del riu Yantsé. El Llac de l'Oest ha influït el disseny de jardins a la resta de la Xina així com al Japó i Corea durant segles i mostra un excepcional testimoni de la tradició cultural de la paisatgística creant una sèrie de vistes que reflecteixen la fusió idealitzada entre l'home i la natura. (UNESCO/BPI) | » |

| « | Situat al nord de la Gran Muralla de la Xina, aquest lloc s'estén per una superfície de més de 25.000 hectàrees i conté els vestigis de la capital llegendària de Kublai Khan, planejada en 1256 per Liu Bingzhdong, un conseller xinès d'aquest sobirà mongol. Aquest lloc constitueix un testimoni excepcional de la temptativa de fusió de la cultura nòmada dels mongols i de la cultura han xinesa. Xanadú va ser la base a partir de la qual Kublai Khan va establir la dinastia Yuan, que va regnar a la Xina durant gairebé un segle i va dilatar les seves fronteres per tota Àsia. També va ser l'escenari del diàleg religiós que va tenir per resultat la propagació del budisme tibetà al nord-est del continent asiàtic. Aquesta tradició religiosa i cultural segueix encara viva en moltes parts. L'emplaçament de Xanadú es va projectar d'acord amb els principis geomántics tradicionals del feng shui, tenint en compte la seva situació pel que fa al riu i les muntanyes properes. Al lloc es troben els vestigis de la capital del sobirà mongol, que comprenen palaus, tombes, campaments nòmades, el canal de Tiefan'gang i altres obres hidràuliques. (UNESCO/BPI) | » |

| « | Situat en una zona de turons de la provincia de Yunnan, aquest lloc de 512 hectàrees és tot un arxiu fossilífer complet d'un conjunt d'espècies marines del Cambrià inferior. La biota del lloc, excepcionalment preservada, mostra l'anatomia dels teixits durs i tous d'una gran varietat d'organismes, tant vertebrats com invertebrats. El lloc constitueix un testimoni de l'remot establiment d'un ecosistema marí complex. S'han trobat en ell 16 fila porífers, tot un seguit de grups enigmàtics i unes 196 espècies que constitueixen un testimoni excepcional de la ràpida diversificació de la vida a la Terra fa uns 530 milions anys, quan van començar a aparèixer gairebé tots els grups importants de animals actuals. El lloc ofereix un panorama paleobiològic de gran importància per a la investigació científica. (UNESCO/BPI) | » |

| « | Aquest lloc comprèn quatre components -Tomur, Kalajun-Kuerdening, Bayinbukuke i Bogda- que totalitzen una superfície de 606.833 hectàrees i són part integrant del sistema orogràfic de Tianshan. Situat a l'Àsia central, aquest sistema forma una de les majors serralades del món. A més de posseir característiques fisiogeográficas úniques en el seu gènere, el lloc de Tianshan, a la província de Xinjiang, compta amb zones de gran bellesa paisatgística: muntanyes nevades, pics rematats per casquets de gel, boscos i praderies verges, rius i llacs d'aigües cristal·lines, i canons de fons vermell. El contrast visual entre aquests paisatges i les vastes extensions desèrtiques adjacents és colpidor: zones càlides i fredes, àrides i humides, inhòspites i exuberants de vegetació. La geomorfologia i els ecosistemes del lloc s'han conservat intactes des del Pliocè i ofereixen un exemple notable de processos biològics i ecològics que encara es troben en curs d'evolució. El territori del lloc s'estén també pel Taklamakan, un dels deserts més vasts i alts del món, famós per les seves vastes formacions de dunes i els seus gegantines tempestes de sorra. A més, el Tianshan de Xinjiang és un hàbitat de gran importància per a espècies vegetals endèmiques i arcaiques, algunes de les quals són summament rares i es troben en perill d'extinció. (UNESCO/BPI) | » |

| « | Situat al sud de la província de Yunnan, aquest lloc de 16.603 hectàrees és notable per les espectaculars terrasses que s'escalonen des dels vessants escarpades de les Muntanyes Ailao fins a les ribes del Riu Vermell. Al llarg dels últims tretze segles, el poble hani ha creat i desenvolupat una xarxa complexa de canals per conduir l'aigua des dels cims boscoses del lloc fins a les terrasses on es cultiva l'arròs, així com un sistema d'agricultura integrada que combina la cria d'animals -búfalos, bovins, ànecs i anguiles - amb el cultiu bàsic de la regió: l'arròs vermell. Assentats en 82 aldees situades entre els boscos dels cims i els arrossars en terrasses, els hani viuen en cases tradicionals en forma de bolets i amb sostre de palla i rendeixen culte al sol, la lluna, les muntanyes, els rius i els boscos, i també a fenòmens naturals com el foc. El seu sistema de gestió del cultiu d'arròs, basat en estructures socials i religioses molt antigues, ha demostrat ser especialment resistent al pas del temps i és una prova patent de l'extraordinària harmonia, tant visual com ecològica, que pot arribar a regnar entre l'ésser humà i el seu entorn. (UNESCO/BPI) | » |

| « | Aquest lloc abasta un tram de 5.000 quilòmetres de la gran xarxa viària de les Rutes de la Seda que va des Chang'an / Luoyang, capital principal de la Xina durant el regnat de les dinasties Han i Tang, fins a la regió de Zhetysu, situada a l'Àsia central. La ruta de Tian-shan, que es va configurar entre els segles II aC i I dC, es va utilitzar fins al segle xvi i va servir per establir un nexe entre nombroses civilitzacions i propiciar intercanvis de pràctiques comercials, creences religioses, coneixements científics, innovacions tècniques, usos culturals i expressions artístiques. Els 33 components del lloc comprenen ciutats capitals, complexos palatins de diversos imperis i kanats, assentaments mercantils, temples troglodítics budistes, antics senders, cases de postes, passos entre muntanyes, torres de almenaras, trams de la Gran Muralla, fortificacions, tombes i edificis religiosos. (UNESCO/BPI) | » |

| « | Es tracta d'un vast sistema de conducció d'aigües que recorre les planes septentrionals i centrals de l'est de la Xina seguint una trajectòria nord-sud, des de Beijing fins a la província meridional de Zhejiang. Es va construir per segments successius a partir del segle V a.C. i sota el regnat de la dinastia Sui, al segle VII de la nostra era, es va projectar transformar-lo en un mitjà de comunicació i transport unificat per al conjunt de l'Imperi. Això va donar lloc a la realització d'obres gegantines que van fer del Gran Canal la major i més vasta obra d'enginyeria del món, abans de l'adveniment de la Revolució Industrial. Autèntica espina dorsal del sistema interior de comunicació i transport de l'Imperi, el canal va facilitar no només la circulació de cereals i matèries primeres de gran importància, sinó també l'abastament de les poblacions en arròs. Al segle xiii comprenia ia una xarxa de vies d'aigua artificials de més de 2.000 quilòmetres de longitud que enllaçaven les cinc conques fluvials més importants de la Xina. El Gran Canal va exercir en el passat un important paper en el foment de la prosperitat econòmica i l'estabilitat del país i continua sent, avui dia, un dels més importants mitjans de comunicació i transport de l'interior de la Xina. (UNESCO/BPI) | » |

| « | Situada a les zones muntanyoses del sud-oest de la Xina, aquest lloc abasta les restes de diversos dominis tribals els caps eren nomenats pel govern central com 'Tusi', governants hereditaris des del segle xiii a principis del xx. El sistema tusi va sorgir a partir dels distemas dinàstics de govern de les minories ètniques que es remuntaven a l'segle iii. El seu propòsit va ser unificar l'administració nacional, al mateix temps que permetia a les minories ètniques conservar els seus costums i la seva forma de vida. Els llocs de Laosicheng, Tangya i fortalesa de Hailongtun que formen el lloc són un testimoni excepcional d'aquesta forma de govern, que deriva de la civilització xinesa dels períodes Yuan i Ming. | » |

| « | Format per 38 llocs d'art rupestre que il·lustren la vida i els ritus del poble luoyue, aquest paisatge cultural està situat a la frontera sud-oriental de la Xina i s'estén per un territori de farallons abruptes, terrenys càrstics, rius i altiplans. Executades entre el segle V aC i el segle II de la nostra era comuna, les pintures parietals d'aquests llocs mostren cerimònies que es consideren vinculades a la cultura dels tambors de bronze, antany predominant al sud de la Xina meridional. Aquest paisatge cultural és fins ara l'únic testimoni que es posseeix d'aquesta cultura. | » |

| « | Situat cap a la part oriental del centre de la Xina, a la província de Hubei, aquest lloc consta de dues zones: Shennongding / Badong, a l'oest, i Laojunshan, a l'est. En elles es troben els boscos primaris més vasts del centre del país, on tenen el seu hàbitat nombroses espècies animals rares com la salamandra gegant xinesa, el rinopitec daurat, la pantera nebulosa, l'os de collaret i el lleopard. El lloc, que és un dels tres centres de diversitat biològica existents a la Xina, ocupa un lloc destacat en la història de les investigacions botàniques i va ser explorat per expedicions internacionals de recol·lecció de plantes en els segles XIX i XX. (UNESCO/BPI) | » |

| « | El Hoh Xil de Qinghai, situat en l'extrem nord-est de l'altiplà del Tibet, és l'altiplà més gran i més alt del món. Aquesta extensa àrea de muntanyes alpines i sistema d'estepes està situat a més de 4.500 metres sobre el nivell del mar, on es mantenen temperatures mitjanes sota zero durant tot l'any. Les condicions climàtiques i geogràfiques del lloc han creat una biodiversitat única. Més d'un terç de les espècies vegetals, i tots els mamífers herbívors són endèmics d'aquest altiplà. El bé natural assegura la ruta migratòria completa de l'antílop tibetà, un dels grans mamífers amenaçats endèmics de la zona. (UNESCO / BPI) | » |

| « | Gulangyu és una petita illa situada a la desembocadura del riu Chiu-lung, prop de la ciutat de Xiamen. Amb l'obertura de Xiamen com a port comercial el 1843 i la designació de Gulangyu com a assentament internacional el 1903, aquesta illa de la costa sud de l'imperi xinès s'hi convertí de sobte en una finestra important per als intercanvis sino-estrangers. Gulangyu és un exemple excepcional de la fusió cultural, nascuda d'aquest comerç, que roman en el seu teixit urbà. Es troba una barreja d'estils arquitectònics diferents que inclouen l'estil tradicional del sud de Fujian, a l'estil occidental neoclàssic o l'estil colonial. El testimoni més excepcional de la fusió de diverses influències estilístiques és un nou moviment arquitectònic, l'estil Amoy Déco, una síntesi entre l'estil modernista de principis del segle XX i l'estil Art Déco. (UNESCO/BPI) | » |

## Llista indicativa
La inscripció en aquesta llista és la primera etapa per a qualsevol futura candidatura. La llista indicativa de la Xina va ser revisada per última vegada el 22 de febrer de 2017. Va presentat 61 llocs:
|  | Reserva natural del port de Dongzhai Bé natural Proposat el 1996 |
|  | Reserva natural de l'al·ligàtor xinès Bé natural Proposat el 1996 |
|  | Reserva natural de Poyang Bé natural Proposat el 1996 |
|  | Zona pintoresca del riu Lijiang a Guilin Bé natural Proposat el 1996 |
|  | Yalong, Tibet Bé mixte Proposat el 2001 |
|  | Lloc pintoresc de les gorges del Iang-Tsé Bé mixte Proposat el 2001 |
|  | Lloc pintoresc de Jinfushan Bé natural Proposat el 2001 |
|  | Lloc pintoresc de la Mina del Cel Bé natural Proposat el 2001 |
|  | Área pintoresca del Mont Hua Bé mixte Proposat el 2001 |
|  | Muntanyes Yandang Bé mixte Proposat el 2001 |
|  | Ríu Nanxi Bé mixte Proposat el 2001 |
|  | Lloc pintoresc de Maijishan Bé mixte Proposat el 2001 |
|  | Lloc pintoresc de Wudalianchi Bé natural Proposat el 2001 |
|  | Lloc pintoresc de Haitan Bé mixte Proposat el 2001 |
|  | Muntanya Dali Chanshan i lloc pintoresc del llac Erhai Bé mixte Proposat el 2001 |
|  | Llocs de la fabricación del licor a la Xina Bé cultural Proposat el 2008 |
|  | Antigues residències de les províncies de Shanxi i Shaanxi Bé cultural Proposat el 2008 |
|  | Muralles de les dinasties Ming i Qing Bé cultural Proposat el 2008 |
|  | Llac de l'Oest i àrea urbana històrica de Yangzhou Bé cultural Proposat el 2008 |
|  | Les antigues ciutats a la vora del sur del Iang-Tsé Bé cultural Proposat el 2008 |
|  | Secció xinesa de la Ruta de la Seda: rutes terrestres a les províncies de Henan, Shaanxi, Gansu i Qinghai i les regions autònomes de Ningxian Hui i Xinjiang Uygur; rutes marítimes de la ciutat de Ningbo, província de Zhejiang i la ciutat de Quanzhou, província de Fujian – des de la Dinastía Han Occidental a la dinastia Qing Bé cultural Proposat el 2008 |
|  | Ciutat antiga de Fenghuang Bé cultural Proposat el 2008 |
|  | Lloc del regne de Yue oriental Bé cultural Proposat el 2008 |
|  | Antigues inscripcions hidrològiques de Baiheliang Bé cultural Proposat el 2008 |
|  | Poblats dels Miao en el sud-est de la província de Guizhou: els llogarets dels Miao al peu de la muntanya Leigong a les muntanyes Miao Ling Bé cultural Proposat el 2008 |
|  | Pous Karez Bé cultural Proposat el 2008 |
|  | Extensió de les Tombes imperials de les dinastíes Ming i Qing: tombes del rei Lujian Bé cultural Proposat el 2008 |
|  | Les Quatre Muntanyes Sagrades com una extensió del Mont Tai Bé mixte Proposat el 2008 |
|  | Desert de Takla Makan - boscos de populus euphratica Bé natural Proposat el 2010 |
|  | El Massís de l'Altai Bé natural Proposat el 2010 |
|  | Karakoram - Pamir Bé natural Proposat el 2010 |
|  | L'eix central de Pequín (inclòs Behai) Bé cultural Proposat el 2013 |
|  | Estructures de fusta de la dinastía Liao — Pagoda del temple de Fogong i sala principal del monestir de Fengguo en el comtat de Yinxian Bé cultural Proposat el 2013 |
|  | Llocs de la cultura de Hongshan: jaciment arqueològic de Niuheliang, jaciment arqueològic de Hongshanhou i jaciment arqueològic de Weijiawopu Bé cultural Proposat el 2013 |
|  | Jaciment arqueològic de Liangzhu Bé cultural Proposat el 2013 |
|  | Lloc de kiln d'antigua porcellana a la Xina Bé cultural Proposat el 2013 |
|  | Kulangsu Bé cultural Proposat el 2013 |
|  | SanFang QiXiang Bé cultural Proposat el 2013 |
|  | Antigues plantacions de te a la muntanya Jingmai a Pu'er Bé cultural Proposat el 2013 |
|  | Tombes imperials del Xia occidental Bé cultural Proposat el 2013 |
|  | Llogarets Dong Bé cultural Proposat el 2013 |
|  | Canal de Lingqu Bé cultural Proposat el 2013 |
|  | Diaolou i llogarets dels grups ètnics tibetà i qiang Bé cultural Proposat el 2013 |
|  | Llocs arqueológicos de l'Antic Regne de Shu: lloc a Jinsha i el conjunt de tombes amb sepultures en forma de vaixell a la ciutat de Chengdu, província de Sichuan; lloc de Sanxingdui a la ciutat de Guang'an, província de Sichuan; (c. 29 aC - c. 5 aC) Bé cultural Proposat el 2013                                                                             |
|  | Fanjingshan Bé natural Proposat el 2015 |
|  | Yardang de Xinjiang Bé natural Proposat el 2015 |
|  | Yardang de Dunhuang Bé natural Proposat el 2015 |
|  | Hoh Xil de Qinghai Bé natural Proposat el 2015 |
|  | Tianzhushan Bé natural Proposat el 2015 |
|  | Jinggangshan - Wuyishan septentrional (extensió del Mont Wuyi) Bé natural Proposat el 2015 |
|  | Shu Dao Bé mixte Proposat el 2015 |
|  | Àrees d'interès històric i escènic Tulin-Guge Bé mixte Proposat el 2015 |
|  | Monuments històrics i llocs de l'antic Quanzhou (Zayton) Bé cultural Proposat el 2016 |
|  | Secció xinessa de la Ruta de la Seda Bé cultural Proposat el 2016 |
|  | Muntanya Guancen - Muntanya Luya Bé natural Proposat el 2017 |
|  | Paisatge de Hulunbuir i lloc de naixement de l'Antiga Minoria Bé mixte Proposat el 2017 |
|  | Llac Qinghai Bé natural Proposat el 2017 |
|  | Zona escènica i històrica de les Muntanyes i Llacs sagrats (Gang Rinpoche, Naimona'nyi, Llac Manasarovar i Lhanag-tso) Bé mixte Proposat el 2017 |
|  | Taihang Bé natural Proposat el 2017 |
|  | La costa del golf de Bohai i el mar Groc de la Xina Bé mixte Proposat el 2017 |
|  | Paisatge de vegetació vertical i paisatge volcànic a la muntanya Changbai Bé natural Proposat el 2017 |

## Patrimoni cultural immaterial
Actualment Xina té 39 elements inscrits en la llista del Patrimoni Cultural Immaterial, convertint-se així en el país que més elements té, amb molta diferència, per davant dels 21 del Japó:
| « | El Urtin duu o "cant llarg" és una de les dues formes principals de cants mongols, l'altre és el "cant curt" (Bogino duu). Ocupa un lloc particular en la societat mongol i és objecte de veneració com a expressió associada a importants celebracions i a festivitats. El Urtin duu es canta en els casaments, en la inauguració d'una nova llar, en el naixement d'un nen, en el moment de marcar als poltres amb el ferro candent i amb motiu d'altres esdeveniments socials celebrats per les comunitats nòmades de Mongòlia. El Urtin duu es pot interpretar també en el Naadam, una festivitat on hi ha competicions de lluita, tir amb arc i curses de cavalls. El Urtin duu és un cant líric que es caracteritza per la seva ornamentació, el falsetto, una gamma vocal extremadament àmplia i una forma de composició de forma lliure. La melodia ascendent és lenta i constant, mentre que la melodia descendent s'interromp sovint amb un ritme animat. La interpretació i les composicions de Urtin duu estan estretament associades a la manera de vida ancestral dels nòmades mongols en les seves pastures. Es pensa que el Urtin duu aparèixer fa 2.000 anys. Hi ha referències a ell en obres literàries que daten del segle xiii. S'ha preservat fins avui una rica varietat d'estils regionals, i les interpretacions i composicions contemporànies segueixen exercint un paper important en la vida social i cultural dels nòmades que viuen a Mongòlia i a la República Autònoma de Mongòlia Interior, situada al nord de la República Popular de la Xina. Des dels anys cinquanta, la urbanització i la industrialització han reemplaçat progressivament les formes de vida tradicionals nòmades, el que ha comportat la pèrdua de moltes pràctiques i expressions tradicionals. Parts dels prats on vivien com a nòmades els detentors de la tradició han estat víctima de la desertificació, obligant a moltes famílies a adoptar una manera de vida sedentari en què molts dels temes clàssics del Urtin duu, com ara l'elogi de les virtuts i de les experiències dels nòmades, perden el seu sentit. (UNESCO/BPI) | » |

| « | L'òpera Kun Qu es va desenvolupar sota la dinastia Ming (del segle xiv al XVII) a la ciutat de Kunshan, situada a la regió de Suzhou, al Sud-est de la Xina. Cal buscar les seves arrels en el teatre popular. El repertori de cants es va anar imposant a poc a poc com un art dramàtic principal. El Kun Ku és una de les formes més antigues d'òpera xinesa presents avui dia. Es caracteritza per la seva estructura dinàmica i la seva melodia (kunqiang). Obres com El pavelló de les peònies o El saló de la longevitat han arribat a ser clàssics del repertori. Aquest art combina el cant, la recitació i un complex sistema de tècniques coreogràfiques, acrobàcies i gestos simbòlics. En el repartiment hi ha un jove protagonista, un personatge femení principal, un ancià i diversos personatges còmics, tots vestits amb vestits tradicionals. Una flauta de bambú, un petit tambor, tauletes de fusta, gongs i címbals acompanyen els cants, ressaltant les accions i les emocions dels personatges. Reputada pel virtuosisme de les seves pautes rítmiques (changqiang) l'òpera Kun Qu ha exercit una influència predominant sobre altres formes més recents d'òpera xinesa, com la de Sechuán o la de Pequín. L'òpera Kun Qu va entrar en un període de declivi a partir del segle xviii perquè requeria grans coneixements tècnics per part del públic. De les 400 àries que es cantaven regularment en les representacions d'òpera a mitjans del segle xx, avui dia només queden algunes dotzenes. L'òpera Kun Qu ha sobreviscut gràcies als esforços d'alguns animosos coneixedors i adeptes que tracten de suscitar l'interès d'una nova generació d'intèrprets. (UNESCO/BPI) | » |

| « | La cítara xinesa, anomenada guqin, existeix des de fa 3.000 anys i ocupa un lloc primordial entre els instruments musicals solistes de la Xina. Aquest instrument secular, que ja apareix atestat en fonts literàries antigues corroborades per descobriments arqueològics, és indissociable de la història dels intel·lectuals xinesos. L'art de tocar el guqin estava reservat originalment a una elit i el practicaven en la intimitat nobles i erudits. Juntament amb la cal·ligrafia, la pintura i una antiga forma d'escacs, formava part de les quatre arts que tota persona culta havia de dominar. Segons la tradició, es necessiten uns vint anys de pràctica per arribar a ser un mestre del guqin. El guqin consta de set cordes i tretze posicions que marquen els tons. En col·locar les cordes de deu maneres diferents, els músics poden obtenir un conjunt de quatre octaves. Hi ha tres tècniques instrumentals bàsiques: sant (corda lliure), an (corda fixa) i fan (harmònics). La sant es toca pinçant les cordes amb la mà dreta una per una o en grups, el que permet emetre sons forts i clars per a les notes importants. En la tècnica fan els dits de la mà esquerra freguen suaument la corda en els punts que indiquen les marques incrustades, mentre que la mà dreta pinça la corda, el que produeix un so suau i flotant. Per a la tècnica an també s'utilitzen les dues mans: la dreta pinça la corda, mentre que un dit de la mà esquerra exerceix una forta pressió sobre ella i pot lliscar fins a les altres notes o realitzar diversos ornaments musicals i vibratos. Avui dia, queden menys de mil artistes capaços de dominar aquest instrument i no més de cinquanta mestres en vida. Del repertori inicial de diversos milers de composicions, tot just un centenar d'obres s'interpreten regularment. (UNESCO/BPI) | » |

| « | El muqâm uyghur del Xinjiang és un terme general per designar una varietat de pràctiques de muqâm molt difoses entre les comunitats uyghur, que formen una de les minories ètniques més grans de la República Popular de la Xina. A través de la seva història, la regió del Xinjiang s'ha caracteritzat per un alt nivell d'intercanvis culturals entre l'Est i l'Oest, degut en particular a la seva situació a la Ruta de la Seda. El muqâm uyghur del Xinjiang és una barreja de cants, danses, música popular i clàssica, i es caracteritza per la diversitat del contingut, de les danses, dels estils musicals i dels instruments que s'utilitzen. Els cants varien en ritme i compàs i són interpretats per solistes o per grups. La lletra dels cants no només conté balades populars, sinó també poemes escrits pels mestres clàssics uyghur. Així, els cants reflecteixen una àmplia gamma d'estils com ara poesia, proverbis, narracions populars, el que constitueix un testimoni de la història i la vida contemporània de la societat uyghur. En els conjunts de muqâm, els instruments principals es fan amb materials locals i varien en la seva forma (poden ser de corda i arc, puntejats o instruments de vent). Els estils de dansa es caracteritzen pels passos, ritmes i formacions específiques, així com per les seves figures (agafar flors amb la boca, portar bols sobre el cap) i les seves imitacions d'animals en balls interpretats en sol. El muqâm uyghur del Xinjiang ha desenvolupat quatre estils regionals principals: Dotze muqâm, Dolan muqâm, Turpan muqâm i Hami muqâm. Avui dia, les festes locals com el meshrep i el bezme, en les quals tots participen en el muqâm, són cada vegada menys freqüents. La responsabilitat de transmetre la tradició a les noves generacions ha recaigut sobre els artistes populars i l'interès dels joves pel muqâm està declinant. Diverses obres de muqâm han deixat de representar-se, en particular elements del "Dotze muqâm", que consta de més de 300 obres. Aquestes es toquen en dotze "suites" instrumentals i vocals i poden durar més de 20 hores. (UNESCO/BPI) | » |

| « | Al llarg de la costa sud-oriental de la Xina es poden trobar ponts amb arcades de fusta a les províncies de Fujian i Zhejiang. En el disseny i la construcció tradicionals d'aquests ponts es recorre a l'ús de fusta i instruments arquitectònics ancestrals, a l'artesania i les tècniques bàsiques del "teixit de bigues" i l'acoblament amb mortalla i espiga, ja fusters experimentats que coneixen els diferents entorns i sistemes estructurals necessaris. El treball de construcció ho efectuen fusters dirigits per un mestre en l'ofici. Aquest art tradicional es transmet oralment o mitjançant demostracions pràctiques, o d'una generació a una altra per mestres que comuniquen els seus coneixements a aprenents o parents en el si d'un clan, d'acord amb normes molt estrictes. Aquests clans tenen un paper irreemplaçable en la construcció, manteniment i conservació dels ponts. Els ponts amb arcades de fusta són vectors d'una artesania tradicional que compleixen la doble funció d'instruments i llocs de comunicació. En efecte, són llocs importants de reunió de les poblacions locals, on aquestes intercanvien informació, es diverteixen, resen, estrenyen relacions i consoliden més la seva identitat cultural. L'espai cultural creat pels ponts xinesos tradicionals amb arcades de fusta propicia la comunicació i l'entesa i respecte mutus entre els éssers humans. La ràpida urbanització, l'escassetat de fusta de construcció i la falta d'espai suficient per construir són tres factors que s'han conjugat per posar en perill la transmissió i supervivència d'aquest art tradicional. (UNESCO/BPI) | » |

| « | La festa de Cap d'Any dels qiang, que té lloc el primer dia del desè mes lunar, representa per aquest poble de la província xinesa del Sichuan una ocasió per retre gràcies i homenatge al cel, impetrar prosperitat, reafirmar la seva relació harmoniosa i respectuosa amb la naturalesa i promoure l'harmonia social i familiar. Engalanats amb els seus més bells vestits de festa i sota l'atenta direcció d'un Shibi (sacerdot), els vilatans executen el ritu solemne de sacrificar una cabra a la muntanya. Després del sacrifici, i sempre sota la direcció del Shibi, interpreten músiques amb tambors de pell d'ovella i executen les danses anomenades slang. Els festejos celebrats a continuació comprenen una declamació cantada de relats èpics tradicionals dels qiang a càrrec del Shibi, interpretacions de cants diversos i libacions de vi. Al final del dia, els caps de família presideixen actes de culte domèstics en els quals s'efectuen ofrenes i sacrificis. Aquesta festivitat no només permet que es renovin i difonguin tradicions que són fonts de la història dels qiang i mines d'informació sobre la seva cultura, sinó que a més contribueix a reforçar els comportaments socials, ja que la comunitat expressa el seu respecte i veneració per totes les criatures, la pàtria i els avantpassats. En els últims anys, la participació en aquesta festivitat ha decaigut a causa de l'emigració, del creixent desinterès dels joves pel patrimoni cultural qiang i de la influència de cultures foranes. A més, tenint en compte que molts llogarets qiang van ser destruïdes pel terratrèmol que va assolar la província de Sichuan el 2008, la supervivència de la festivitat de l'Any Nou corre greu perill. (UNESCO/BPI) | » |

| « | Les tècniques tèxtils tradicionals de filat, tint, teixit i brodat del grup ètnic li, assentat a la província xinesa de Hainan, són utilitzades per les dones per confeccionar vestits i altres objectes d'ús diari amb cotó, cànem i altres fibres. Aquestes tècniques comprenen, entre d'altres, la preparació de l'ordit anomenada ikat, el brodat per dues cares i el teixit "jacquard" per una cara, i es transmeten de mares a filles des de la més primerenca edat per ensenyament oral i demostració pràctica. Les dones li dissenyen els motius dels tèxtils recorrent exclusivament a la seva imaginació i els seus coneixements de dels estils de teixit tradicionals. A falta de llengua escrita, aquests motius consignen la història i llegendes dels li, així com diferents aspectes dels seus cultes religiosos, tabús, creences, tradicions i costums. A través dels motius es poden distingir també els cinc dialectes principals parlats a l'illa de Hainan. Per als li, els tèxtils són un element indispensable en tot esdeveniment social i cultural important com festes o rituals religiosos, i sobretot en els casaments, per a les quals les dones dissenyen els seus propis vestits. Les tècniques tèxtils tradicionals dels li són vectors de la cultura d'aquest grup ètnic i, per tant, són part indissociable del seu patrimoni cultural. No obstant això, en els últims decennis el nombre de dones que dominen el teixit i el brodat tradicionals ha disminuït en proporcions alarmants i, per això, aquest art corre el risc de desaparèixer i requereix ser protegit urgentment. (UNESCO/BPI) | » |

| « | L'art del gravat de segells és un element de gran importància en les belles arts xineses. Al principi, els segells es van utilitzar com a firma i símbol de l'autoritat, però després el seu ús es va difondre entre totes les classes socials i es va propagar a una gran part d'Àsia. De la conservació d'aquest art s'encarrega principalment la Societat de Gravadors de Segells de Xiling -ciutat del centre de la Xina pertanyent a la província de Zhejiang- que va ser fundada fa un segle. També participen en la seva conservació un centenar d'institucions especialitzades. El disseny del segell es traça primer en paper i després es grava en pedra, a l'inrevés, amb un ganivet. A més del domini de la cal·ligrafia tradicional, aquest art requereix un gran virtuosisme artístic per part del gravador, ja que aquest només disposa d'una superfície minúscula en la qual totes les corbes i gruixos de traç compten. Els motius, molt diversos, són fruit de la imaginació i cultura de l'artista. Instrument de cal·ligrafia i pintura, el segell és de per si sol una obra d'art. Expressa les idees de tota una cultura sobre l'home i la natura. Avui dia, els segells se segueixen utilitzant tant en els documents oficials com en la correspondència privada. Malgrat que el coneixement dels caràcters complexos està minvant, l'art del gravat de segells segueix sent practicat per professionals i aficionats. (UNESCO/BPI) | » |

| « | Present en el conjunt de la Xina i en diferents grups ètnics, l'art de la retallada de paper és un art popular de gran importància en la vida quotidiana. Primordialment femení, aquest art es transmet de mares a filles durant un període prolongat que comença en la infància. Està molt estès a les comarques rurals. Els millors artistes es guanyen el respecte i l'admiració de tots. Les tècniques utilitzades són múltiples: el paper es pot retallar o gravar amb un burí, i es pot pintar o no. Cada vegada s'utilitzen més les tecnologies modernes. Molt diversos i sovint dissenyats pels mateixos artistes, els motius depenen de la regió d'origen (al sud de la Xina, per exemple, predominen els motius fins i delicats) i de la destinació que es doni al producte: decoració interior (finestres, llits, cel ras, etc.), festes (matrimonis, aniversaris i cerimònies) o pregàries (impetració de la pluja, conjuració del diable, etc.). Element important de la vida social en tots els grups ètnics de la Xina, l'art de la retallada de paper és un mitjà d'expressió dels principis morals, filosofies i ideals dels que el practiquen. Avui dia, segueix sent un mitjà d'expressar emocions i està experimentant un nou auge sense precedents. (UNESCO/BPI) | » |

| « | El conjunt d'instruments musicals de vent i percussió utilitzats des de fa més d'un mil·lenni a l'antiga capital xinesa de Xi'an (província de Shaanxi) comprèn tambors i instruments de vent i, en algunes ocasions, un cor masculí. El repertori musical guarda essencialment relació amb la vida i les creences religioses locals, i les interpretacions musicals tenen lloc sobretot en actes de tipus religiós com fires i funerals celebrats en els temples. La música és de dues classes: "de cambra" i "de marxa". Aquesta última comprèn la intervenció d'un cor. La marxa musical al compàs de tambors que acompanyava en altres temps els desplaçaments dels emperadors s'ha convertit avui en patrimoni de les poblacions rurals, que l'executen en els camps, a l'aire lliure. Les bandes de tambors tenen entre trenta i cinquanta músics, entre els quals figuren molts pagesos, docents, estudiants i jubilats. La música del conjunt s'ha llegat de generació en generació per mitjà d'un sistema estricte de transmissió de mestres a aprenents. Les partitures estan escrites amb un sistema antic de notació que data de les dinasties Tang i Song (segles VII a XIII). Estan inventariades unes tres mil peces musicals i es conserven uns cent cinquanta volums de partitures manuscrites que encara se segueixen utilitzant. (UNESCO/BPI) | » |

| « | Mazu, la deessa més influent del mar, és el personatge central de nombroses creences i costums, en particular tradicions orals, cerimònies religioses i pràctiques folklòriques esteses per totes les regions costaneres de la Xina. Segons la tradició, Mazu va viure al segle X a l'illa de Meizhou dedicada a ajudar els seus habitants i va morir quan intentava socórrer els supervivents d'un naufragi. Els illencs van construir després un temple en el seu honor i van començar a venerar-com deessa. Mazu és objecte de celebracions dues vegades a l'any en el transcurs de cerimònies solemnes que tenen lloc en els temples. Els habitants, pagesos i pescadors de l'illa de Meizhou interrompen temporalment les seves feines per sacrificar animals marins, rendir culte a les estàtues de la deessa i gaudir d'espectacles de dansa i altres representacions artístiques. En els 5.000 temples erigits en honor de Mazu en el món sencer se celebren cerimònies religioses al llarg de tot l'any. També es rendeix culte domèstic a aquesta deessa a les llars. Les celebracions consisteixen en ofrenes de flors, ciris i encens, llançaments de petards i processons nocturnes en què els participants es il·luminen amb "fanals de Mazu". Els devots preguen a la deessa que propiciï la fecunditat de les dones, la pau, la solució de problemes i el Benestar general. Profundament arrelades en la vida dels habitants de les costes de la Xina i dels seus descendents, la creença en Mazu i la celebració del seu culte constitueixen un vincle cultural important que fomenta l'harmonia familiar, la concòrdia social i el sentiment d'identitat social de les comunitats. (UNESCO/BPI) | » |

| « | El festival del Vaixell del Drac comença el cinquè dia del cinquè mes lunar i és celebrat per diversos grups ètnics a la Xina i el món sencer, sobretot a les regions del curs mitjà i alt del riu Iang-Tsé. Tot i que les festivitats varien d'un lloc a un altre, posseeixen característiques comunes. La celebració d'una cerimònia commemorativa consistent en l'ofrena de sacrificis a un heroi local va acompanyada de competicions esportives com regates i passejos en vaixells-dracs, o tir al blanc amb branques de salze; de menjars a base de boles d'arròs, ous i vi negre azufrado; i d'espectacles folklòrics en què s'interpreten òperes i cants, així com les danses de l'unicorn. Les personalitats i herois exaltats varien segons les regions: a les províncies de Hubei i Hunan es venera la memòria del romàntic poeta Qu Yuan; al sud de la Xina la de Wu Zixu, un ancià que, segons la llegenda, va morir quan donava mort a un drac a la província de Guizhou; i a la província de Yunnan la comunitat dai exalta la memòria de Yan Hongwo. Durant el festival els participants conjuren els mals banyant-se en aigua aromatitzada amb flors, vestint-se amb seda de cinc colors, penjant rams de abrótano i ácoro a la llinda de les portes de casa seva, i pegant imatges retallades en paper a les finestres. El festival del Vaixell del Drac estreny els llaços familiars i contribueix a l'establiment d'una relació harmoniosa entre la humanitat i la natura. Així mateix, estimula l'expressió de la imaginació i la creativitat, contribuint a revifar el sentiment d'identitat cultural. (UNESCO/BPI) | » |

| « | Un proverbi del poble dong, assentat al sud de la Xina, a la província de Guizhou, diu que "l'arròs alimenta el cos i les cançons l'ànima". La tradició d'aquest grup ètnic pel que fa a la transmissió de la cultura i els coneixements musicals s'exemplifica en el gran cant dels dong, interpretat en diverses parts i sense acompanyament instrumental ni director. El repertori consta de gèneres diversos com balades, cançons infantils i cants de benvinguda i felicitació, així com de cançons d'imitació en les es posa a prova el virtuosisme dels seus intèrprets per reproduir sons emesos per animals. Ensenyat pels seus mestres a cors de deixebles, el gran cant s'executa solemnement a la torre del tambor -lloc destinat a la celebració de ritus, espectacles i reunions en els llogarets dong- o de forma més espontània en llars familiars i llocs públics. El gran cant és una veritable enciclopèdia dels dong que relata la història d'aquest poble, exalça la seva creença en la unitat de l'home i la natura, preserva els coneixements científics, expressa romàntics sentiments amorosos i promou valors morals com el respecte degut a gent gran i veïns. El gran cant s'interpreta encara avui i els llogarets s'enorgulleixen de comptar amb diversos cors, dividits per edat i de vegades per sexe. Aquesta expressió artística no només és un element de propagació del mode de vida i la saviesa dels dong, sinó que a més segueix sent un símbol essencial de la seva identitat ètnica i esportiu. (UNESCO/BPI) | » |

| « | A les províncies de Gansu i Qinghai, així com en tot el centre-nord de la Xina, els membres de nou grups ètnics diferents comparteixen la tradició musical anomenada hua'er, que emana d'un vast repertori tradicional de melodies amb noms de grups ètnics, ciutats o flors ("ling del poble teva" o "ling de la peònia blanca", per exemple). Les lletres de les cançons són improvisades, però s'ajusten a determinades regles: les estrofes són de tres, quatre, cinc o sis versos heptasílabos. Els temes es refereixen als primers amors, la duresa de la feina i el cansament de la vida camperola, les febleses d'homes i dones, i l'alegria de cantar. Com els cantants comenten els canvis que observen al seu voltant, les seves cançons són també un viu testimoni de la recent evolució de la societat xinesa. Encara que alguns cantants de hua'er tot just posseeixen instrucció escolar, els noms dels de més èxit i més respectats s'han fet familiars per a tothom. Donen concerts per tot arreu i creen fins i tot els seus propis instituts musicals per transmetre els seus coneixements als aprenents d'aquest art. Cantat espontàniament per la població de les zones rurals per acompanyar els seus quefers en el camp o els seus desplaçaments, o interpretat més solemnement en algun dels més de cent festivals tradicionals celebrats anualment en aquestes províncies, el hua'er no només constitueix un vector important de l'expressió de sentiments personals en un context social i d'intercanvis culturals entre grups ètnics, sinó que a més és un esplai molt apreciat per les poblacions rurals. (UNESCO/BPI) | » |

| « | L'art mongol anomenat khoomei ("cant de gola") o cor hooliin és una forma de cantar en què l'intèrpret emet simultàniament dues veus, una aguda (harmòniques) i una altra greu contínua (bordó), produint aquesta última amb la gola. Els cantants de khoomei actuen sols o en grup. Aquesta varietat de cant es practica avui en les comunitats mongoles de diversos països, sobretot a Mongòlia Interior (nord de la Xina), Mongòlia i la República de Tuva (Federació de Rússia). Executat tradicionalment amb motiu de la celebració de cerimònies rituals, aquest cant és una expressió de respecte i lloança de la natura, els avantpassats i els grans herois del poble mongol. Les manifestacions d'aquesta expressió artística es reserven per a esdeveniments especials i activitats col·lectives, per exemple carreres de cavalls, certàmens d'arquers, tornejos de lluita, banquets i ritus sacrificials. El moment i l'ordre d'execució de les cançons solen estar estrictament reglamentats. El khoomei s'ha considerat durant molt temps un element essencial de la cultura mongol i segueix sent un símbol d'identitat nacional o ètnica. Aquest art vocal no només és una finestra d'obertura a la filosofia i els valors estètics del poble mongol, sinó que també té un paper d'emissari cultural en promoure l'entesa i l'amistat entre la Xina, Mongòlia i Rússia. A més, el khoomei ha merescut una atenció universal com a forma d'expressió musical única en el seu gènere. (UNESCO/BPI) | » |

| « | La minoria ètnica kirguís, concentrada a la regió de Xinjiang, a l'oest de la Xina, s'enorgulleix de ser descendent de Manas, un heroi la vida i llinatge s'exalten en l'epopeia del seu mateix nom, que constitueix un dels elements més coneguts de la tradició oral d'aquest poble. Interpretada tradicionalment per un manaschi sense acompanyament musical, les representacions d'aquesta epopeia tenen lloc amb motiu de la celebració d'actes socials, festes comunitàries, esposalles, cerimònies fúnebres i concerts. Tot i que les variants regionals són nombroses, totes elles es caracteritzen per estar compostes de poemes succints que han impregnant el llenguatge diari actual de la població, així com de paràboles de gran vivesa i de melodies adaptades a les diferents narracions i personatges. Aquesta llarga epopeia registra els esdeveniments històrics de major importància per al poble kirguís i cristal·litza les seves tradicions i creences. Per als kirguisos que viuen a la Xina i països veïns de l'Àsia central (Kirguizstan, Kazakhstan i el Tadjikistan), l'epopeia de Manas no només és un símbol essencial de la seva identitat cultural, sinó que a més constitueix la principal forma cultural d'esplai públic, de preservació de la història, de transmissió de coneixements a les generacions joves i de impetració propiciatòria. Aquest poema èpic és una de les "tres epopeies més importants de la Xina" i reuneix les qualitats de ser, alhora, una creació artística excepcional i una enciclopèdia oral del poble kirguís. (UNESCO/BPI) | » |

| « | El nanyin és un art musical fonamental en la cultura del poble de la regió de minnan, situada al sud la província de Fujian, a la costa sud-est de la Xina, i de les poblacions d'aquesta regió disperses en altres països del món. Les seves melodies lentes, senzilles i elegants s'executen amb instruments especials -la flauta de bambú anomenada dongxiao i el llaüt de pal corb anomenat pipa, que es toca horizontalmente- i amb altres instruments de vent, corda i percussió més corrents. El nanyin té tres components: el primer és exclusivament instrumental; el segon comprèn la veu; i el tercer consisteix en l'execució de balades cantades en dialecte Quanzhou, amb acompanyament d'un conjunt musical, i interpretades per un sol cantant que toca al mateix temps castanyoles, o per un grup de quatre cantants que actuen per torn. El ric repertori de cants i músiques del nanyin ha permès conservar la música folklòrica i les poesies antigues i ha exercit una influència en l'òpera, el teatre de titelles i altres arts escènics tradicionals. Aquest gènere musical està profundament arrelat en la vida social de la regió de minnan. Executat en les cerimònies de tardor i primavera destinades a celebrar al déu de la música, Meng Chang, així com en esposalles, funerals i festes en patis de veïns, mercats i carrers, el nanyin és la música de la mare pàtria per a la població de la regió de minnan que viu a la Xina ia tot el Àsia del Sud-est. (UNESCO/BPI) | » |

| « | En l'art tradicional xinès de teixir el brocat Yunjin de Nanjing, dues artesans manipulen les parts superior i inferior d'un gran teler summament complex per fabricar teixits proveïts de materials fins com plomes de paó i fils de seda i or. Utilitzada antany per confeccionar els vestits imperials -en particular, les togues del drac i de la corona-, aquesta tècnica se segueix usant per fabricar vestits sumptuosos i records. Es conserva essencialment a la província de Jiangsu, situada a l'est de la Xina, i comprèn més de cent procediments que van des de la fabricació dels telers al disseny dels motius, passant per la creació de cartrons "jacquard" per programar els patrons del teixit, pel muntatge dels telers i per les múltiples etapes del teixit pròpiament dit. Mentre "separen l'ordit" i "passen la trama" els teixidors canten tonades mnemotècniques per recordar les tècniques que utilitzen, creant així en els telers una atmosfera solidària i artística alhora. Aquests artesans consideren que el seu quefer forma part d'una missió històrica perquè la tècnica del brocat Yunjin, a més d'utilitzar-se per a confeccionar teixits d'ús contemporani, s'usa per reproduir teixits de seda antics destinats a museus i treballs d'investigació. Renombrado per l'esplendor dels seus teixits "similars als núvols", l'art del brocat Yunjin gaudeix d'una estima general a tot el país. (UNESCO/BPI) | » |

| « | La cal·ligrafia xinesa ha estat sempre una mica més que un mer instrument de comunicació, ja que posseeix una dimensió artística que valora la seva pràctica, fins i tot en l'era del bolígraf i l'ordinador. De fet, la cal·ligrafia ha deixat de ser l'instrument bàsic d'intel·lectuals i funcionaris per esdevenir un domini exclusiu d'artesans i aficionats apassionats. Independentment que recorrin als seus pinzells per consignar informació o executar bells trets, els cal·lígrafs utilitzen cinc estils d'escriptura diferents: el del "segell", el dels "escribes", el "regular", el "corrent" i el de " herba ". Aquest art es pot practicar en qualsevol suport d'escriptura -fins i tot en parets rocoses de penya-segats i farallones-, però s'utilitza sobretot en cartes, rotllos de paper, obres literàries i ventalls. Actualment, a més de la formació tradicional mestre-aprenent, la cal·ligrafia s'ensenya a l'escola. La pràctica de la cal·ligrafia no només està present en moltes celebracions d'esdeveniments nacionals i cerimònies religioses, sinó que també exerceix una influència patent en l'art, l'arquitectura i el disseny contemporanis. En la seva forma xinesa característica, la cal·ligrafia és un mitjà important per valorar la cultura tradicional i l'ensenyament artístic. Font d'orgull i delit per al poble xinès, l'art cal·ligràfic encarna aspectes importants del patrimoni intel·lectual i artístic del país. (UNESCO/BPI) | » |

| « | Els membres del grup ètnic coreà de la província de Jilin i altres províncies del nord-est de la Xina es reuneixen en els camps i llogarets en el transcurs de festivitats comunitàries per a ofrenar un sacrifici tradicional al Déu de la Terra, rendint així homenatge a la natura i impetrant bona fortuna i collites abundants. Aquest és l'origen de la dansa dels pagesos del grup ètnic coreà de la Xina, una pràctica folklòrica tradicional que la gent gran de la comunitat transmeten a les generacions més joves. Els músics toquen suonas -instruments semblants al oboe-, gongs campaniformes i diversos tipus de tambors, mentre que els ballarins, emmascarats o amb la cara al descobert, executen moviments grotescos al compàs de la música. Aquesta dansa s'inspira en els gestos del treball de la terra, per exemple la "marxa pels cavallons". Després de transcendir els seus orígens pagesos i estendre als coreans de tota classe de mitjans socials, tant rurals com urbans, aquest ball tradicional ha evolucionat considerablement des que es va introduir a la Xina a finals del segle xix. El conjunt musical s'ha ampliat i ara compta amb diversos instruments de vent, mentre que en l'abillament dels ballarins es pot observar la influència exercida per les indumentàries d'altres grups ètnics de la Xina. Fruit d'una acumulació de saviesa i treball, la dansa dels pagesos segueix sent una expressió important del patrimoni cultural del grup ètnic coreà de la Xina.(UNESCO/BPI) | » |

| « | A la Xina, l'òpera tradicional més popular dels grups ètnics és l'òpera tibetana, un art que engloba cançons folklòriques, danses, narracions, salmòdies, acrobàcies i ritus religiosos. Molt apreciat pels habitants de l'altiplà del Qinghai-Tibet, situada a l'oest de la Xina, aquest espectacle comença amb una cerimònia d'invocacions religioses -que comprèn una purificació de l'escena per part de caçadors i una benedicció impartida pels gent gran- i finalitza amb una altra cerimònia de benediccions. El nucli central de l'òpera és una obra teatral declamada per un sol narrador i representada per actors acompanyats de grups de cantaires, ballarins i acròbates. Els actors porten màscares tradicionals de formes i colors variats que contrasten amb la senzillesa de la resta de la seva vestit. Les òperes s'executen en places públiques i temples, i també en teatres actualment. El centre de l'espai escènic està assenyalat per un arbre plantat en terra, embolicat en paper de color i envoltat per aigua purificada i accessoris teatrals. Arrelades en els ensenyaments del budisme, les narracions de l'òpera tibetana relaten la victòria del bé i la condemnació del mal. D'aquí la seva funció social pedagògica per a la comunitat. Aquesta forma variada d'expressió artística no només és representativa de l'art i el patrimoni cultural tibetans, sinó que serveix també de vincle entre els tibetans de les diferents regions del país, promovent la unitat i l'orgull ètnics. (UNESCO/BPI) | » |

| « | En l'òpera tradicional xinesa yueju conflueixen el llegat tradicional de l'òpera en mandarí i l'ús del dialecte cantonès. Arrelada a les províncies de parla cantonesa de Guangdong i Guangxi, situades al sud-est de la Xina, l'òpera yueju es caracteritza pel seu conjunt d'instruments de corda i percussió, així com pel refinament de la indumentària i el maquillatge dels seus actors. Les seves representacions comprenen acrobàcies i combats amb armes reals inspirats en les arts marcials shaolin. L'important paper de wen-wu-sheng exigeix un gran domini del cant i de les tècniques de combat alhora. L'òpera yueju compta amb un ric repertori d'arguments, que van des de la epopeia històrica fins a una temàtica més realista basada en fets de la vida diària. Aquesta classe d'òpera és objecte de recreacions importants i en algunes comunitats rurals s'associa a elements rituals, religiosos i sacrificials, formant una amalgama espiritual d'art i tradicions que rep el nom de shengongxi. L'òpera yueju és molt apreciada pel públic a tota la Xina i constitueix un vincle cultural entre els parlants del cantonès, dins i fora del país. L'èxit que aquesta expressió artística collita a tot el món constitueix per a ells un motiu d'orgull i la consideren un mitjà important per donar a conèixer la seva cultura als estrangers. Avui en dia, aquesta tradició operística es transmet als nous artistes en escoles d'art dramàtic i mitjançant programes d'aprenentatge. (UNESCO/BPI) | » |

| « | La sericicultura i l'artesania de la seda practicades en les províncies de Zhejiang i Jiangsu, prop de Xangai, i a la província de Sichuan, a Chengdu, tenen una llarga història. La fabricació de la seda, tasca assumida tradicionalment per les dones en l'economia de les regions rurals, comprèn el cultiu de moreres, la cria de cucs de seda, el debanat i filat de la seda, el disseny de les teles i la seva confecció. Les tècniques de la sericicultura, transmeses de pares a fills i de mestres a aprenents, s'han propagat també sovint en el si de grups locals. El cicle vital del cuc de seda es considerava una representació de la vida, mort i renaixement de l'ésser humà. En els estanys disseminats pels llogarets les dejeccions dels cucs de seda es fan servir per alimentar els peixos, mentre que el llim serveix d'abonament per a les moreres i les fulles d'aquestes serveixen al seu torn per alimentar els cucs. Quan s'acosta el començament de l'any lunar, els criadors de cucs conviden els artesans a casa per reviure la llegenda de la Deessa dels Cucs de Seda, conjurar els mals i impetrar una collita pletòrica de capolls de seda. Tots els anys, a l'abril, durant el Festival de la "Flor del Cuc de Seda", les sericultoras s'adornen amb flors multicolors de seda i paper i fan ofrenes per impetrar una bona collita. La seda és present també d'una manera més material en la vida de les poblacions rurals de la Xina, ja que en la seva vida diària utilitzen articles confeccionats amb ella: vestits, edredons, paraigües, ventalls i flors. (UNESCO/BPI) | » |

| « | La ciutat de Longquan, situada a la província costanera de Zhejian, és famosa per la seva ceràmica celadont i la tècnica de cocció tradicional que confereix a aquesta el seu vidriat característic. Aquest vidriat, que es compon d'argila daurada violàcia i d'una barreja de feldespat calcinat, calcària, quars i cendres vegetals, es prepara amb procediments que solen transmetre de generació en generació per mestres artesans o de pares a fills. El vidriat s'aplica a recipients de ceràmica de gres cuits i després es recuece d'acord amb un cicle de sis operacions de cocció i refredament en què la precisió de les temperatures és primordial, ja que qualsevol insuficiència o excés en la cocció impedeix obtenir el efecte desitjat. Els artistes experts en l'art de la ceràmica celadón controlen minuciosament cada etapa de la seva fabricació utilitzant un termòmetre i observant el color de la flama, que pot arribar a temperatures de fins a 1.310º C. El producte final és de dues classes: el celadón "germà major "d'acabat fosc i amb un efecte d'esquerdament; i el "germà menor" d'acabat gruixut i color gris lavanda i verd pruna. El color jade subjacent en la ceràmica celadón fabricada per empreses familiars de Longquan fa que els objectes realitzats amb aquesta tècnica siguin apreciats com a obres artístiques de qualitat excepcional que poden servir també per a usos domèstics. La ceràmica celadont és un símbol del patrimoni cultural dels artesans de Longquan i un motiu d'orgull per a aquests, la seva ciutat i tota la nació. (UNESCO/BPI) | » |

| « | La tècnica xilogràfica tradicionalment utilitzada a la Xina exigeix la col·laboració de mitja dotzena d'artesans que coneguin a la perfecció l'art de la impremta, posseeixin una gran destresa manual i estiguin imbuïts d'un sòlid esperit de treball en equip. Els blocs d'impremta es fabriquen amb fusta de gra fi (perera o ginjoler), es tallen en planxes de dos centímetres de gruix i es poleixen amb paper de vidre, abans de ser gravats. S'executa un esbós de les imatges que es desitja imprimir en un paper summament fi i s'examina minuciosament per detectar les seves possibles errors, abans de transferir el dibuix a les planxes. Els dissenys efectuats amb tinta serveixen de guia a l'artesà que grava les imatges o esbossos a la fusta, confeccionant en relleu els caràcters que més tard van a aplicar la tinta al paper. En una primera etapa es proven les planxes amb tinta vermella i blava successivament i s'efectuen correccions en el gravat. Finalment, quan la planxa està llista per al seu ús, es recobreix de tinta i s'aplica manualment sobre el paper per imprimir la imatge definitiva. Aquesta tècnica xilogràfica es pot usar per a imprimir llibres en diferents estils tradicionals, crear llibres moderns amb enquadernació clàssica o reproduir llibres xinesos antics. Una sèrie de tallers d'impremta segueixen perpetuant avui aquesta tècnica manual d'impressió gràcies als coneixements teòrics i pràctics d'artesans especialitzats. (UNESCO/BPI) | » |

| « | Les comunitats ètniques tibetanes, els teus i mongoles assentades a l'oest i nord de la Xina comparteixen en comú la llegenda del Rei Gesar, un heroi de l'antiguitat enviat al cel per vèncer els monstres, enderrocar als poderosos i ajudar els humils, a l' mateix temps que unificava a tribus molt heterogènies. Els cantaires i narradors que preserven la tradició èpica del Gesar relaten, alternant la prosa i el vers, els diferents episodis -anomenats "perles enfilades" - d'aquesta vasta narració oral amb nombroses variants regionals. Els mestres tibetans porten miralls de bronze i recorren a expressions facials, efectes sonors i gestos per ressaltar el seu cant, mentre que els intèrprets mongols acompanyen les seves narracions cantades i orals amb música de violí, esquitxant de cançons melòdiques improvisades. Les interpretacions de l'epopeia, que sovint van unides a la celebració de ritus consistents en ofrenes i exercicis de meditació, estan arrelades a la vida religiosa i diària de les comunitats. Per exemple, quan un nen neix es canten els passatges que relaten el descens del Rei Gesar a la terra. Els centenars de mites, contes populars, balades i proverbis transmesos en el context d'aquesta tradició no només constitueixen una forma important d'esplai de les comunitats rurals, sinó que a més eduquen als auditoris inculcant costums i nocions d'història, religió, moral i ciència. Font d'inspiració constant per a la pintura thangka, l'òpera tibetana i altres expressions artístiques, l'epopeia de Gesar imbueix als seus oients, tant joves com adults, un sentiment d'identitat cultural i continuïtat històrica. (UNESCO/BPI) | » |

| « | En els monestirs i llogarets de la conca del riu Longwu, situada a la província de Qinghai, a l'oest de la Xina, monjos budistes i artistes folklòrics de les ètnies tibetana i la teva mantenen la tradició de les arts plàstiques conegudes pel nom genèric de regong: pintures thangka i frescos murals, patchworks Bárbola i escultures. La influència d'aquestes expressions artístiques s'estén a les províncies veïnes i arriba fins als països d'Àsia del Sud-est. El thangka, art de pintar rotllos religiosos en honor de Buda, consisteix a aplicar amb un raspall especial colors naturals a teixits amb motius traçats al carbonet. Per a la confecció dels patchworks Bárbola, destinats a ser utilitzats com vels o ornaments de columnes, s'utilitzen formes de plantes i animals retallades en seda per crear en el teixit un efecte de relleu suau. Les escultures regong, executades en fusta, argila, pedra o maó es destinen a l'ornamentació de bigues, panells murals, taules per servir el te i armaris de temples i cases particulars. Les tècniques de fabricació es transmeten de pares a fills, o d'aprenents a mestres, i s'ajusten a les instruccions dels antics llibres de pintura budistes relatives al dibuix de les línies i figures, l'harmonia dels colors i el disseny dels motius. Característiques de la religió budista tibetana i exponents de particularitats regionals úniques en el seu gènere, les arts regong encarnen la història espiritual i la cultura tradicional de la regió i, encara avui, segueixen formant part de la vida artística de la seva població. (UNESCO/BPI) | » |

| « | L'extraordinària qualitat de l'aigua i la suavitat del clima del districte de Jing, situat a la província d'Anhui, a l'est de la Xina, són dos factors primordials de l'art de fabricació del paper xuan, encara florent en aquesta regió. Fabricat a mà amb palla d'arròs i la dura escorça del tara wing-celtis, o sàndal blau, el paper xuan és reputat per la suavitat i resistència de la seva superfície, per la seva capacitat per absorbir l'aigua, humitejar la tinta i ser doblat repetides vegades sense patir estrips. S'utilitza molt en cal·ligrafia, pintura i impremta. El procediment de fabricació tradicional, transmès oralment de generació en generació, es continua observant avui dia. És exclusivament manual, dura més de dos anys i comprèn més de cent etapes d'elaboració, entre les quals figuren el remull, el rentat, la fermentació, el blanqueig, l'obtenció de la polpa, l'assecat al sol i el tall. La fabricació d'aquest "paper ancestral" o "paper rei" té una gran importància econòmica per al districte de Jing, ja que la seva indústria dona feina directament o indirectament a un de cada nou dels seus habitants. A més, a les escoles locals s'ensenya el procediment de la seva confecció artesanal. Un veritable domini de la totalitat d'aquest procediment complex només s'aconsegueix després de llargs anys d'afany a la feina. El paper xuan s'ha convertit en el símbol d'aquesta regió, on unes vint empreses artesanals continuen mantenint viva la seva fabricació ancestral. (UNESCO/BPI) | » |

| « | Símbols característics de la cultura arquitectònica xinesa, les construccions amb armadures de fusta poden trobar-se en tot el país. Les seves columnes, bigues, travessers, llindes i suports estan units entre si per acoblaments d'espiga que formen un conjunt flexible i resistent als moviments sísmics. Aquestes carcasses, que són d'una solidesa sorprenent, es poden instal·lar ràpidament en el lloc escollit per a les edificacions acoblant els seus components fabricats per endavant. A més de la fusteria de les carcasses, l'artesania tradicional vinculada a l'arquitectura comprèn, entre d'altres, oficis com l'ebenisteria decorativa, la fabricació de teules, la pedra picada i la pintura decorativa, les tècniques es transmeten de mestres a aprenents per via oral i mitjançant la pràctica. En cada fase del procés de construcció s'utilitzen pràctiques i mètodes sistemàtics i únics en el seu gènere. Exercits encara avui per construir estructures de fusta d'estil tradicional i restaurar edificis antics amb estructures de fusta, els oficis artesanals xinesos vinculats a l'arquitectura tradicional amb armadures de fusta no només encarnen tot un llegat de saviesa i destresa artesanal, sinó que a més reflecteixen la concepció ancestral de la naturalesa i de les relacions interpersonals en la societat xinesa tradicional. Aquest estil arquitectònic s'ha convertit en un component visual essencial de la identitat xinesa i en un important element representatiu de l'arquitectura asiàtica, tant per als fusters i artesans que ho preserven com per a tots aquells que, al llarg de generacions, han viscut en edificis i espais concebuts en funció dels seus criteris. (UNESCO/BPI) | » |

| « | Al districte de Rui'an, situat a la província de Zhejiang, es conserva una de les més antigues tècniques tipogràfiques del món -la impressió amb caràcters amovibles de fusta- que s'usa per imprimir compilacions de genealogies de clans. Els homes aprenen a traçar i gravar en fusta els caràcters de la llengua xinesa per a col·locar-los després en una planxa tipogràfica i imprimir-los. Aquest quefer exigeix abundants coneixements d'història i un gran domini de la gramàtica del xinès antic. Després de la impressió, les dones retallen el paper i procedeixen a la seva enquadernació fins que les genealogies queden acabades. Els caràcters amovibles es poden tornar a utilitzar, després d'haver-los desmuntat de la planxa d'impressió tipogràfica. Al llarg de tot l'any, els tipògrafs transporten els jocs de caràcters de fusta i la resta del material d'impremta a les sales de culte dels avantpassats de les comunitats locals. Allà procedeixen a la compilació i impressió manuals de la genealogia del clan corresponent. La finalització de la genealogia dona lloc a la celebració d'una cerimònia i els impressors la dipositen en una caixa tancada amb clau per preservar-la. Les tècniques d'impressió amb caràcters amovibles de fusta es transmeten memorística i oralment en el si de les famílies. No obstant això, la formació intensiva requerida, els baixos ingressos generats, la vulgarització de les tècniques d'impressió digital i la menor afició a l'elaboració de genealogies són factors que han provocat una ràpida disminució del nombre d'impressors artesanals. Actualment, només queden onze persones de més de 50 anys capaços de dominar el conjunt de les tècniques d'impressió. Si aquest art tradicional no salvaguarda, està condemnat a desaparèixer en breu. (UNESCO/BPI) | » |

| « | El meshrep, reunió festiva local, és el vector més important de les tradicions culturals del poble uigur, concentrat principalment a la Regió Autònoma Uigur de Xinjiang (Xina). Un meshrep complet comprèn un ric conjunt d'espectacles artístics i costums tradicionals: músiques, danses, representacions teatrals, acrobàcies, arts folklòriques, narracions literàries orals, hàbits alimentaris i jocs. La forma artística més consumada en un meshrep és el muqâm, que integra el cant, la dansa i l'esplai. El meshrep exerceix també una funció de "tribunal", en què l'amfitrió actua de mediador en conflictes i de garant de la preservació de les normes morals, i també exerceix el paper de "aula" on les persones poden instruir-se en els seus costums tradicionals. Els dipositaris i transmissors de la tradició del meshrep no només són els amfitrions d'aquest tipus de reunions festives, coneixedors dels seus usos i connotacions culturals, sinó també els artistes virtuosos participants i tot el públic uigur present. No obstant això, hi ha nombrosos factors que fan perillar la seva viabilitat, per exemple les mutacions socials resultants de la urbanització i la industrialització, les influències exercides per altres cultures nacionals i estrangeres, i l'emigració dels joves uigurs a les ciutats a la recerca de treball. La freqüència de les reunions i la quantitat de participants disminueixen progressivament, i el nombre de transmissors d'aquesta tradició que coneixen les regles consuetudinàries i la riquesa del seu contingut ha disminuït tremendament, passant de diversos centenars a unes poques desenes. (UNESCO/BPI) | » |

| « | Practicada a la província de Fujian, al sud de la Xina, la tècnica de fabricació de compartiments estancs dels joncs xinesos permet construir embarcacions dotades d'estanquitat per a la navegació en alta mar. Si en el transcurs de la travessa un o més d'aquests compartiments pateixen danys accidentalment, l'aigua del mar no pot irrompre en els altres i el jonc pot seguir surant. Els joncs xinesos es fabriquen sobretot amb fusta de càmfora, pi i avet, i les seves diferents parts s'acoblen amb eines de fusteria tradicionals. Es construeixen amb dues tècniques bàsiques: l'acoblament de planxes proveïdes de ranures i el calafatejat de les encaixos amb estopa, calç i oli de tung. Un mestre artesà dirigeix la construcció i supervisa a un gran nombre de fusters que treballen en estreta coordinació. Mentre es construeix el navili en la drassana i abans de la seva avarada, les comunitats locals celebren cerimònies solemnes de impetració de la pau i la seguretat. L'experiència i els mètodes de treball relacionats amb la tècnica de fabricació dels compartiments estancs es transmeten de mestres a aprenents, oralment. No obstant això, com la demanda de joncs ha disminuït enormement, a causa que els vaixells de fusta estan sent reemplaçats pels de casc metàl·lic, ja només queden tres mestres fusters que posseeixen un perfecte domini d'aquesta tècnica. A això cal afegir que els costos de construcció dels vaixells de fusta han augmentat com a conseqüència d'una penúria de matèries primeres. Per tot això, la transmissió d'aquesta tècnica tradicional està experimentant una regressió i els seus dipositaris es veuen obligats a buscar llocs de treball alternatius. (UNESCO/BPI) | » |

| « | L'acupuntura i la moxibustió són modalitats de la medicina tradicional de la Xina que no només estan àmpliament esteses en aquest país, sinó també a l'Àsia Sud-oriental, Europa i Amèrica. Les teories relatives a l'acupuntura i la moxibustió sostenen que el cos humà és un petit univers unit per canals que, mitjançant una estimulació física de l'acupuntor, poden estimular les funcions d'autoregulació de l'organisme i sanar als pacients. Aquesta estimulació s'efectua cremant abrótano (moxa) o inserint agulles en determinats punts d'aquests canals per restablir l'equilibri del cos i tractar i prevenir les malalties. En l'acupuntura, les agulles es seleccionen en funció de les condicions del pacient i es fan servir per punxar els punts escollits i estimular-los. La moxibustió sol comprendre dues modalitats: una directa, en la qual s'apliquen cons de abrótano sobre els punts seleccionats; i una altra indirecta, en la qual es manté un bastonet de abrótano a una determinada distància de la superfície del cos per escalfar la zona escollida. Els cons i bastonets es fabriquen amb fulles seques de abrótano. L'aprenentatge de l'acupuntura i la moxibustió s'efectuaven mitjançant instrucció verbal i demostracions, i es transmetien de mestres a deixebles o entre els membres d'un clan. Actualment, les tècniques d'acupuntura i moxibustió es transmeten per mitjà de l'ensenyament formal impartida en centres universitaris. (UNESCO/BPI) | » |

| « | L'òpera de Pequín és un art escènic que integra el cant, la recitació, l'actuació teatral i les arts marcials. Encara que es representa a tota la Xina, els centres operístics principals són Beijing, Tianjin i Xangai. Els cants i recitacions d'aquesta òpera s'interpreten principalment en el dialecte de Beijing, i la composició dels seus llibrets s'ajusta a regles molt estrictes que valoren sobretot la rima i el ritme. Els seus temes, que estan centrats en la història, la política, la societat i la vida quotidiana, pretenen ser instructius i divertits alhora. La música compleix un paper primordial donant ritme a l'espectacle, creant una atmosfera especial, configurant els caràcters dels personatges i servint de guia a la trama teatral. En la música "civil" predominen els instruments de corda i vent com el delicat Jinghu, de sonoritat aguda, i la flauta dizi. En canvi, la música "marcial" s'executa amb instruments de percussió com el Bangu i el daluo. En les representacions, caracteritzades pel seu estil simbòlic i ritual, l'actuació dels actors i actrius s'ajusta a una coreografia que regeix els moviments dels seus ulls, torsos, mans i peus. Tradicionalment, els decorats i accessoris escènics es redueixen al mínim. La indumentària dels actors és summament vistosa i el seu maquillatge facial, exagerat, recorre a símbols, colors i motius concisos per posar de manifest la personalitat i identitat social dels personatges que representen. La tradició operística de Pequín es transmet essencialment mitjançant l'ensenyament impartit per mestres a alumnes, gràcies a la qual aquests van adquirint competències bàsiques per conducte de mètodes d'instrucció oral, observació i imitació. L'òpera de Pequín està considerada com una expressió de l'ideal estètic de l'art operístic en la societat xinesa tradicional i continua sent, avui dia, un element del patrimoni cultural universalment apreciat a tot el país. (UNESCO/BPI) | » |

| « | El teatre d'ombres xinès és un gènere teatral que s'interpreta amb siluetes de personatges pintorescos, confeccionades amb cuir o paper, i que va a acompanyat de música i cançons. Manipulats amb varetes per titellaires, els personatges creen la il·lusió d'imatges mòbils projectades en una pantalla formada per un teixit translúcid i il·luminada per darrere. Molts artistes veterans d'aquest teatre d'ombres poden representar desenes de peces tradicionals, que es transmeten oralment o que es poden trobar en forma escrita. Els artistes dominen tot un seguit de tècniques específiques: cant improvisat i en falset, maneig simultani de diverses titelles i capacitat per tocar diversos instruments musicals. Així mateix, molts d'ells fabriquen titelles que poden tenir entre 00:24 articulacions mòbils. El teatre d'ombres l'executen tant grans companyies de set a nou titellaires com companyies més petites de dos a cinc artistes, i les seves representacions tenen lloc fonamentalment amb motiu de gaubances, celebracions de rituals religiosos, casaments, funerals i altres ocasions assenyalades. Alguns titellaires són professionals i altres són aficionats que donen representacions en els períodes d'escassa activitat en les feines agrícoles. Les competències que comporta aquest art es transmeten en el si de les famílies i les companyies teatrals, així com de mestres a alumnes. El teatre d'ombres xinès transmet també informació sobre la història cultural, les creences socials, les tradicions orals i els costums. Divulga coneixements, promou valors culturals i proporciona diversió a les comunitats, i més concretament als joves. (UNESCO/BPI) | » |

| « | L'art narratiu Yimakan és un element essencial de la cosmogonia i la memòria històrica de la minoria ètnica hezhen, que viu al nord-est de la Xina. Les narracions del Yimakan, recitades en vers i prosa en la llengua d'aquesta ètnia, versen sobre un gran nombre d'episodis, independents entre si, en els quals es descriuen aliances i batalles tribals, incloses les victòries dels herois hezhen contra monstres i invasors. Aquest patrimoni oral posa en relleu la defensa de la identitat i integritat territorial d'aquesta ètnia i permet també conservar coneixements tradicionals sobre els rituals xamànics, la pesca i la caça. Els narradors improvisen històries sense acompanyament d'instruments musicals i alternen els passatges parlats amb els cantats, utilitzant melodies diferents per representar els diferents personatges i temes. En general, l'art narratiu es transmet de mestres a aprenents dins dels clans i grups familiars, però avui dia s'accepta cada vegada més la iniciació a aquest art de persones que no formen part d'ells. Com els hezhen no tenen un sistema d'escriptura, el Yimakan té un paper fonamental en la conservació seva llengua materna, religió, creences, folklore i costums. No obstant això, la modernització accelerada de la societat i l'estandardització de l'educació fan que la llengua dels hezhen corri perill. Avui en dia, només la parlen les persones més ancianes d'aquesta ètnia. Aquesta pèrdua ha arribat a representar un obstacle important per a la promoció i perdurabilitat de la tradició del Yimakan. Solament cinc narradors experimentats són actualment capaços d'interpretar els episodis, i aquesta situació es veu agreujada per la mort d'alguns narradors veterans i per l'emigració a la ciutat de les generacions més joves a la recerca de treball. (UNESCO/BPI) | » |

| « | El zhusuan xinès és un antic mètode tradicional per efectuar càlculs matemàtics amb un àbac. Els seus usuaris poden efectuar addicions, sostraccions, multiplicacions simples i exponencials, divisions, càlculs d'arrels i equacions més complexes, desplaçant els comptes de l'àbac al llarg de les varetes en què estan enfilades i atenent-se a fórmules prèviament establertes. El zhusuan xinès ha tingut un paper essencial en la progressió dels estudis matemàtics, desenvolupant la pràctica de la algorísmia i estimulant la intel·ligència. Les fórmules orals del zhusuan s'expressen amb rimes fàcils d'aprendre que indiquen les regles de càlcul específiques i resumeixen les operacions aritmètiques. Els principiants poden efectuar càlculs ràpids amb l'àbac una vegada que han adquirit alguns rudiments sobre el seu ús, i els usuaris veterans desenvolupen la seva agilitat mental gràcies a la utilització contínua d'aquest instrument. L'ús del zhusuan està àmpliament estès en la vida diària de la Xina i constitueix un símbol important de la cultura tradicional que infon un fort sentiment d'identitat. La utilització del zhusuan s'ha transmès de generació en generació mitjançant mètodes tradicionals d'ensenyament oral i autoaprenentatge. S'estima que l'aprenentatge del càlcul mental amb un àbac millora les capacitats mentals, la concentració i la memòria dels nens. Avui en dia, el zhusuan contribueix al progrés de les tècniques de càlcul, els esquemes cognitius, la psicologia pedagògica i el desenvolupament intel·lectual. També exerceix una influència considerable en diversos àmbits relacionats amb la creativitat cultural, com els costums populars, l'idioma, la literatura, l'escultura i l'arquitectura. (UNESCO/BPI) | » |

| « | Els xinesos de l'Antiguitat van dividir el moviment circular anual del Sol a 24 segments, assignant a cada un d'aquests "períodes solars" un nom específic. Aquest element del patrimoni cultural immaterial, denominat "Els i-quatre Períodes Solars", té el seu origen en la conca del Riu Groc. Els criteris per a determinar aquests períodes es van elaborar mitjançant l'observació dels canvis d'estació, dels astres i d'altres fenòmens naturals en aquesta regió de la Xina. Després, el seu ús es va anar estenent gradualment al conjunt del país. El cicle dels diferents períodes comença amb l'anomenat "Inici de la Primavera" i finalitza amb l'anomenat "Gran Fred". Aquest element del patrimoni cultural s'ha vingut transmetent de generació en generació i s'utilitza tradicionalment com a marc cronològic pel qual es regeixen la producció i els quefers de la vida quotidiana. A més, segueix revestint una importància especial per als pagesos, als quals serveix de guia per a les feines agrícoles. Integrats en el calendari gregorià, "Els i-quatre Períodes Solars" no només es fan servir de manera generalitzada a les comunitats, sinó que a més són compartits per molts grups ètnics del país. En efecte, algunes cerimònies rituals i festivitats celebrades a la Xina guarden una estreta relació amb aquests períodes, per exemple la Festa del "Rocío Fred" del poble zhuang o el Ritual del "Inici de la Primavera" celebrat a Jiuhua. També es poden trobar referències als períodes solars en cançons infantils, balades i refranys. Totes aquestes funcions diferents han enfortit la viabilitat de "Els Vint-i-Períodes Solars" com a element del patrimoni cultural immaterial i sustenten la seva contribució a la forja de la identitat cultural de les comunitats. Els coneixements sobre aquest element es transmeten mitjançant l'educació formal i informal. (UNESCO/BPI) | » |